# Arsène Lupin
Pour les articles homonymes, voir Arsène Lupin (homonymie).
Vous lisez un « article de qualité » labellisé en 2019.
Arsène Lupin est un personnage de fiction français créé par Maurice Leblanc. Ce gentleman cambrioleur est particulièrement connu pour son talent à user de déguisements, à se grimer et à prendre des identités multiples pour commettre ses délits et résoudre des énigmes criminelles.
Le héros apparaît pour la première fois dans la nouvelle L'Arrestation d'Arsène Lupin, parue dans le magazine Je sais tout en juillet 1905. Son créateur, Maurice Leblanc, reprend cette nouvelle dans le recueil Arsène Lupin, gentleman-cambrioleur paru en 1907. Face au succès grandissant du personnage auprès des lecteurs, ses aventures paraissent de 1905 jusqu'au décès de l'auteur en 1941, dans dix-huit romans, trente-neuf nouvelles et cinq pièces de théâtre.
Ses nombreuses aventures ont pour cadre la France de la Belle Époque et des Années folles, périodes durant lesquelles Arsène Lupin suit le cheminement de pensée de son auteur : les sympathies anarchistes de Lupin dans les premiers romans disparaissent dans les ouvrages écrits pendant la Grande Guerre au cours de laquelle Lupin devient très patriote. Surtout, il cesse peu à peu d'être cambrioleur pour devenir détective.
En plus d'être un sportif et un combattant aguerri, il a un don pour les déguisements et fait preuve de sagacité, des compétences qu'il met à profit pour venir à bout de n'importe quelle énigme. De plus, son côté enfantin et charmeur, volontiers railleur, doublé d'un caractère torturé et mystérieux, en a fait un personnage populaire incarnant la figure du gentleman cambrioleur de la Belle Époque.
Sa célébrité à l'étranger lui vaut tant des adaptations cinématographiques américaines que des adaptations en manga par des auteurs japonais. Son nom est également lié à la ville française d'Étretat en Normandie, qui se trouve au centre de plusieurs de ses aventures, parmi lesquelles L'Aiguille creuse a contribué au mythe qui entoure le site.
Enfin, sa popularité a permis l'apparition d'un néologisme : la lupinologie. Ce terme désigne l'étude des aventures lupiniennes par les admirateurs de l'œuvre de Maurice Leblanc, à l'instar de la holmésologie.

## Biographie fictive
La grande majorité des récits qui composent le cycle « Lupin » forme un ensemble cohérent, ponctué de dates, d'événements relatifs à la vie du gentleman cambrioleur qui permettent des recoupements, des renvois à d'autres récits. Néanmoins, l'existence de contradictions entre les œuvres de Maurice Leblanc conduit à ce que même les chronologies les plus abouties diffèrent sur de nombreux points. Ainsi, malgré les tentatives qui se poursuivent, et notamment par des passionnés, pour corriger les imperfections des travaux antérieurs, les incohérences empêchent l'établissement d'une chronologie rigoureuse et définitive.

### Généalogie prestigieuse
Le premier ancêtre connu d'Arsène Lupin est son arrière-grand-père, un général d'Empire. Le général Lupin participe à la bataille de Montmirail le 11 février 1814, dans laquelle les armées de Napoléon Ier sortent victorieuses contre les troupes russes du général Osten-Sacken et les Prussiens du général Johann Yorck. Son avancement dans l'armée impériale se limite cependant au grade de général de division après qu’il a contrarié certains projets de l'empereur.
Il se marie avec une cousine, la comtesse de Montcalmet, avec laquelle il habite les ruines du château d'Orsay.

### Cambrioleur précoce

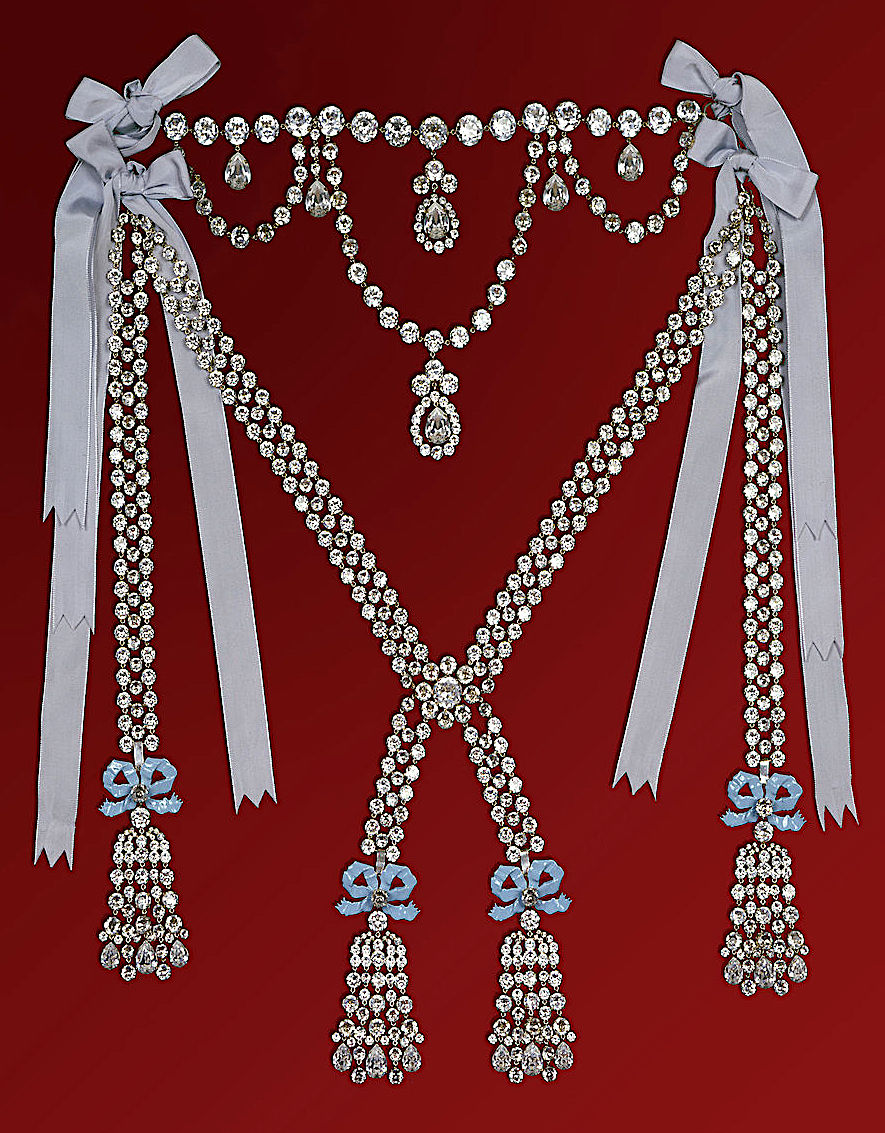
Le vol du célèbre collier de la Reine aux Dreux-Soubise est à l'origine de la vocation de cambrioleur d'Arsène Lupin.

Arsène Lupin naît en 1874, vraisemblablement dans le pays de Caux,, d'Henriette d'Andrésy et Théophraste Lupin. Sa famille maternelle n'apprécie pas ce mariage avec un roturier sans patrimoine, dont le métier n'est pas prestigieux : professeur de gymnastique, d'escrime et de boxe.
Henriette renie Théophraste lorsqu'elle apprend qu'il exerce la profession d'escroc. Après quoi, ce dernier est emprisonné aux États-Unis où il serait mort.
En 1880, Arsène vit avec sa mère à Paris. Rejetée par ses parents que son mariage avait indignés, Henriette a été acceptée au domicile d'un cousin éloigné, le duc de Dreux-Soubise, où elle fait office de servante de sa femme. À l'âge de 6 ans, Arsène vole le précieux collier de la Reine des Dreux-Soubise. Soupçonnée du vol, Henriette est mise à la porte avec son fils et ils trouvent refuge en Normandie auprès d'une femme, Victoire. Henriette reçoit une enveloppe d'argent en liquide,.
Six ans plus tard, Henriette meurt, laissant un orphelin de 12 ans.

### Comtesse de Cagliostro
Arsène Lupin débute dans l'escroquerie et se fait rouler par le couple Imbert,.
Au vu de son parcours, il a suivi des études classiques, puis des études de médecine et de droit, reçoit une formation aux Beaux-Arts, devient ensuite acteur, professeur de lutte japonaise. Il s'intéresse par la suite à la prestidigitation aux côtés de Dickson. Il adopte le nom de Rostat durant cet apprentissage, puis travaille six mois avec l'illusionniste Pickmann.
En 1893, en séjour sur la Côte d'Azur, à Aspremont près de Nice, il a une aventure avec une jeune femme qui donnera naissance à Geneviève un an plus tard.

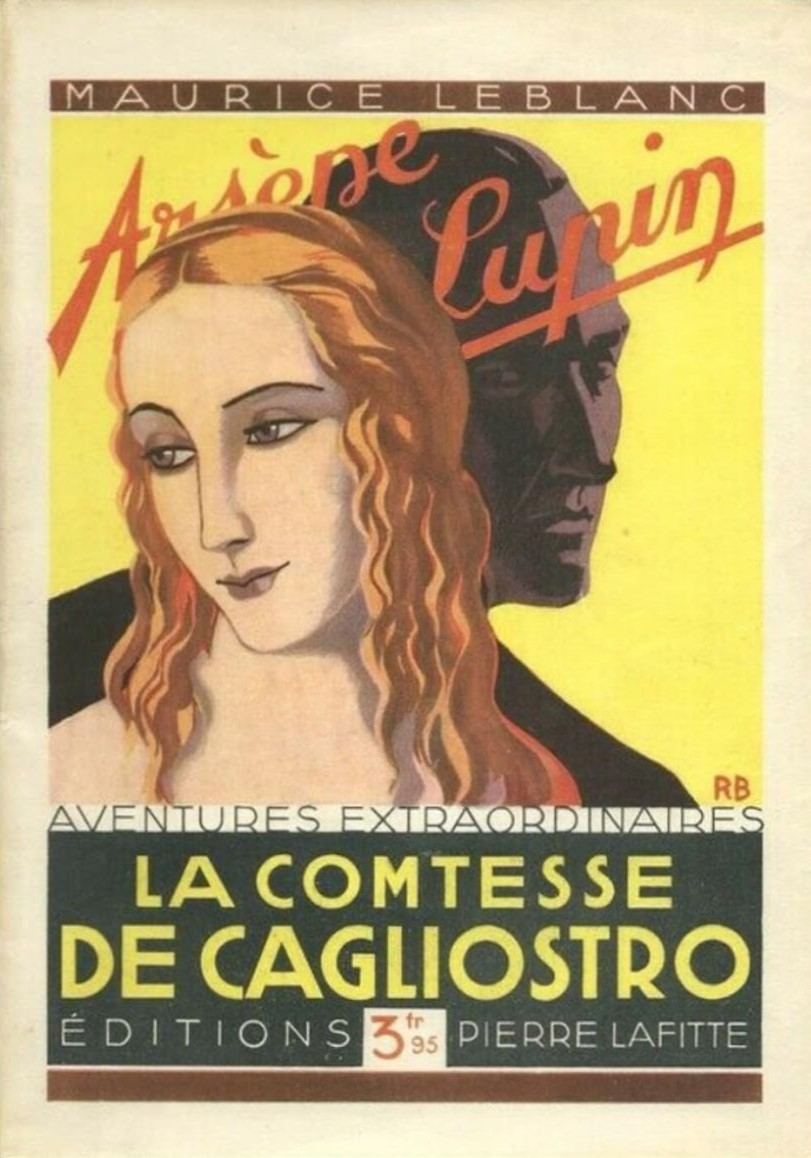
La Comtesse de Cagliostro, couverture du recueil publié aux Éditions Pierre Lafitte, 1924.

À l'âge de 20 ans, lorsqu'il rencontre Clarisse d'Étigues, Arsène a déjà connu de nombreux démêlés avec la police. Il prend alors le nom de Raoul d'Andrésy pour demander, en vain, au baron Godefroy d'Étigues la main de sa fille. Il sauve ensuite la vie de Joséphine Pellegrini, dite comtesse de Cagliostro, alors que le baron et ses complices tentaient de la noyer. Neuf jours plus tard, Raoul abandonne Clarisse pour la Cagliostro, avec qui il vit un mois d'amour passionnel sur son bateau, la Nonchalante. Se prétendant descendante du mage Cagliostro, la comtesse affirme détenir le secret de l'immortalité. Elle s'associe au jeune homme pour découvrir les mystérieuses richesses des abbayes du pays de Caux. Ce faisant, elle lui sert de mentor dans la voie du crime, tant et si bien que l'élève finit par dépasser sa maîtresse au terme du roman d'apprentissage La Comtesse de Cagliostro. Arsène conserve toutefois une ligne de conduite à l'égard du meurtre, qui le distingue de Joséphine. Après avoir mis la main sur une partie du « trésor des abbayes », Lupin retourne auprès de Clarisse et la demande de nouveau en mariage sous le nom de vicomte Raoul d'Andrésy.
Pendant cinq ans, il file le parfait amour avec Clarisse, malgré la naissance d'un enfant mort-né. Il continue néanmoins de mener une double vie à l'insu de Clarisse en commettant de multiples cambriolages et cherche à percer le secret de l'énigme de « la fortune des rois de France ».
En 1895, il fréquente, sous l'identité d'un étudiant russe, le laboratoire du dermatologue Altier à l'hôpital Saint-Louis, pendant dix-huit mois,.
Après cinq ans de vie commune, Clarisse meurt en donnant naissance à un fils, Jean, lequel est enlevé le lendemain par la comtesse de Cagliostro pour se venger de son ancien amant. Malgré ses efforts, Lupin ne parviendra jamais à retrouver sa trace.

### Renommée nationale
À la suite du décès de sa femme et de la disparition de son fils, Arsène Lupin se jette à corps perdu dans le cambriolage et se fait un nom auprès du grand public : « le vol du Crédit lyonnais, le vol de la rue de Babylone, l'émission des faux billets de banque, l'affaire des polices d'assurance, les cambriolages des châteaux d'Armesnil, de Gouret, d'Imblevain, des Groselliers » contribuent à lui forger une réputation auprès du grand public qui suit ses exploits dans les journaux.

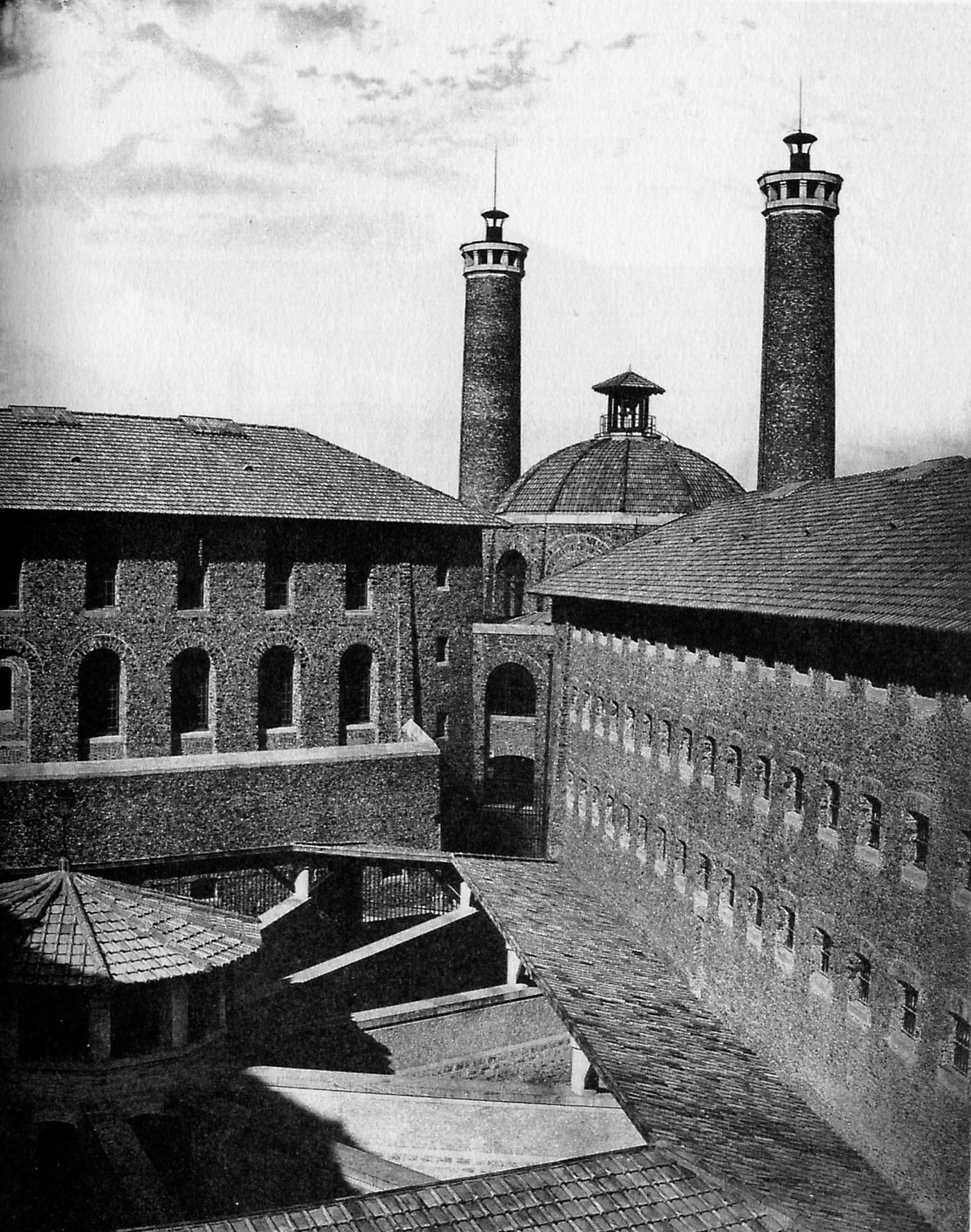
La prison de la Santé au XIXe siècle, photographiée par Charles Marville.

À l'été 1901 ou 1902, il se fait arrêter par l'inspecteur Ganimard en arrivant à New York à bord du transatlantique La Provence. Son arrestation et son séjour en prison achèvent de lui apporter une renommée nationale. En effet, durant son incarcération à la prison de la Santé, il continue d'organiser des cambriolages tout en informant les journaux et annonce sa prochaine évasion.
À cette époque, Arsène Lupin sympathise avec Maurice Leblanc et, toujours à la recherche de publicité, le charge de raconter ses exploits.
Lors du cambriolage de la villa du député Daubrecq à Enghien-les-Bains, un des deux complices de Lupin tue le domestique de la maison qui alertait la police. Seul Arsène Lupin parvient à prendre la fuite. Par amour pour Clarisse Mergy, la mère du deuxième complice, Lupin va tout faire pour le libérer et l'envoyer vivre en Algérie.
À la suite de sa déception amoureuse avec Clarisse Mergy, Lupin manigance son mariage avec Angélique Sarzeau-Vendôme. Mais la jeune fille, tombée amoureuse de lui, finit par se retirer dans un couvent après avoir découvert qu’il veut la manipuler.

### Lupin affronte «Herlock Sholmès»

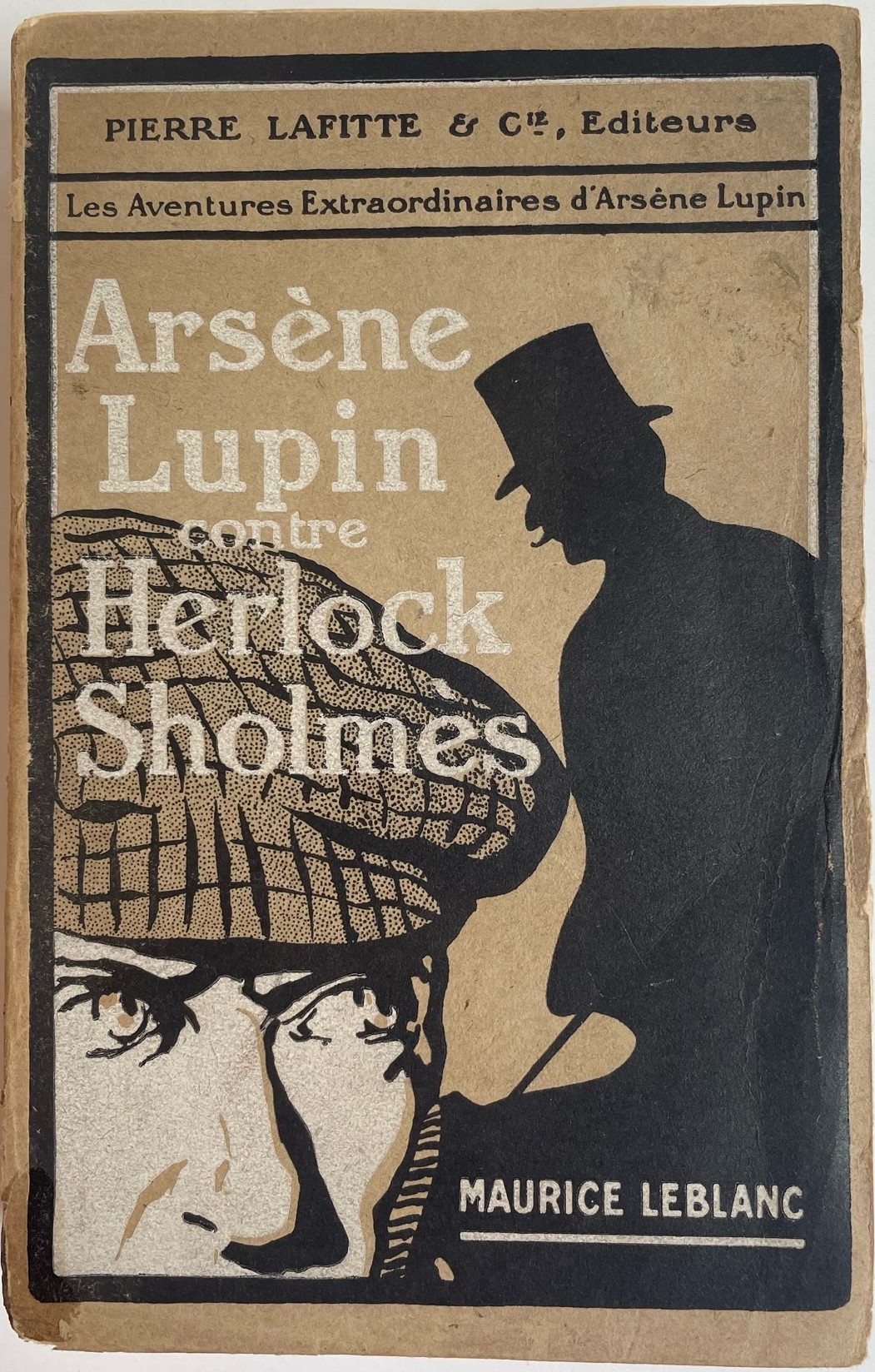
Arsène Lupin contre Herlock Sholmès, couverture du recueil publié aux Éditions Pierre Lafitte, 1910.

Durant les années 1900, Arsène Lupin continue ses activités de manière intensive, se déplaçant même hors du territoire français. Il s'emploie notamment à substituer des copies aux pièces les plus précieuses de musées européens. C'est sans doute pourquoi il charge Ganimard de résoudre l'énigme de l'écharpe de soie rouge, n'ayant pas le temps de s'en occuper lui-même : « Je suis débordé de besogne. Un cambriolage à Londres, un autre à Lausanne, une substitution d'enfant à Marseille, le sauvetage d'une jeune fille autour de qui rôde la mort, tout me tombe à la fois sur les bras ».
L'année 1904 est marquée par son face-à-face avec Sherlock Holmes — renommé après coup « Herlock Sholmès » pour des raisons de droits — à la suite du vol d'un diamant bleu. Appelé pour résoudre cette affaire, le célèbre détective anglais met au jour divers secrets de Lupin et procède à son arrestation, de courte durée cependant.

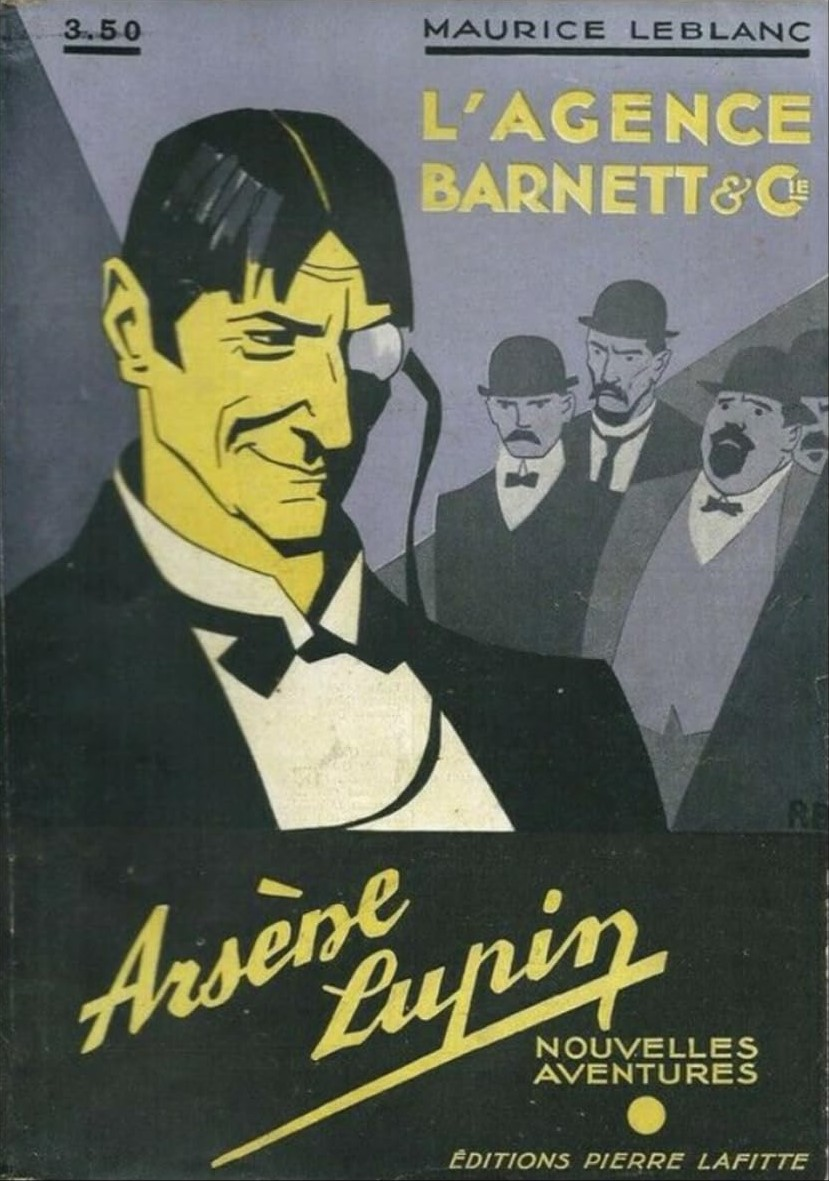
L'Agence Barnett et Cie, couverture du recueil publié aux Éditions Pierre Lafitte, 1928.

Pendant dix mois, Arsène Lupin officie à Paris, à l'Agence Barnett et Cie, sous l'identité du détective privé Jim Barnett. Il mène ainsi douze affaires aux côtés de l'inspecteur de police Théodore Béchoux. Finalement démasqué, il emprunte l'identité du duc de Charmerace pour continuer ses vols, pour lesquels il se fait aider par sa vieille nourrice, Victoire, et une nouvelle complice, Sonia Krichnoff. Ganimard sur ses talons, il parvient à prendre la fuite en compagnie de Sonia en Inde.
De retour en France, il affronte une nouvelle fois Herlock Sholmès sur le cambriolage de l'hôtel Imbleval. Le détective récupère les objets volés mais ne parvient toujours pas à arrêter Arsène Lupin.

### Secret de la fortune des rois de France

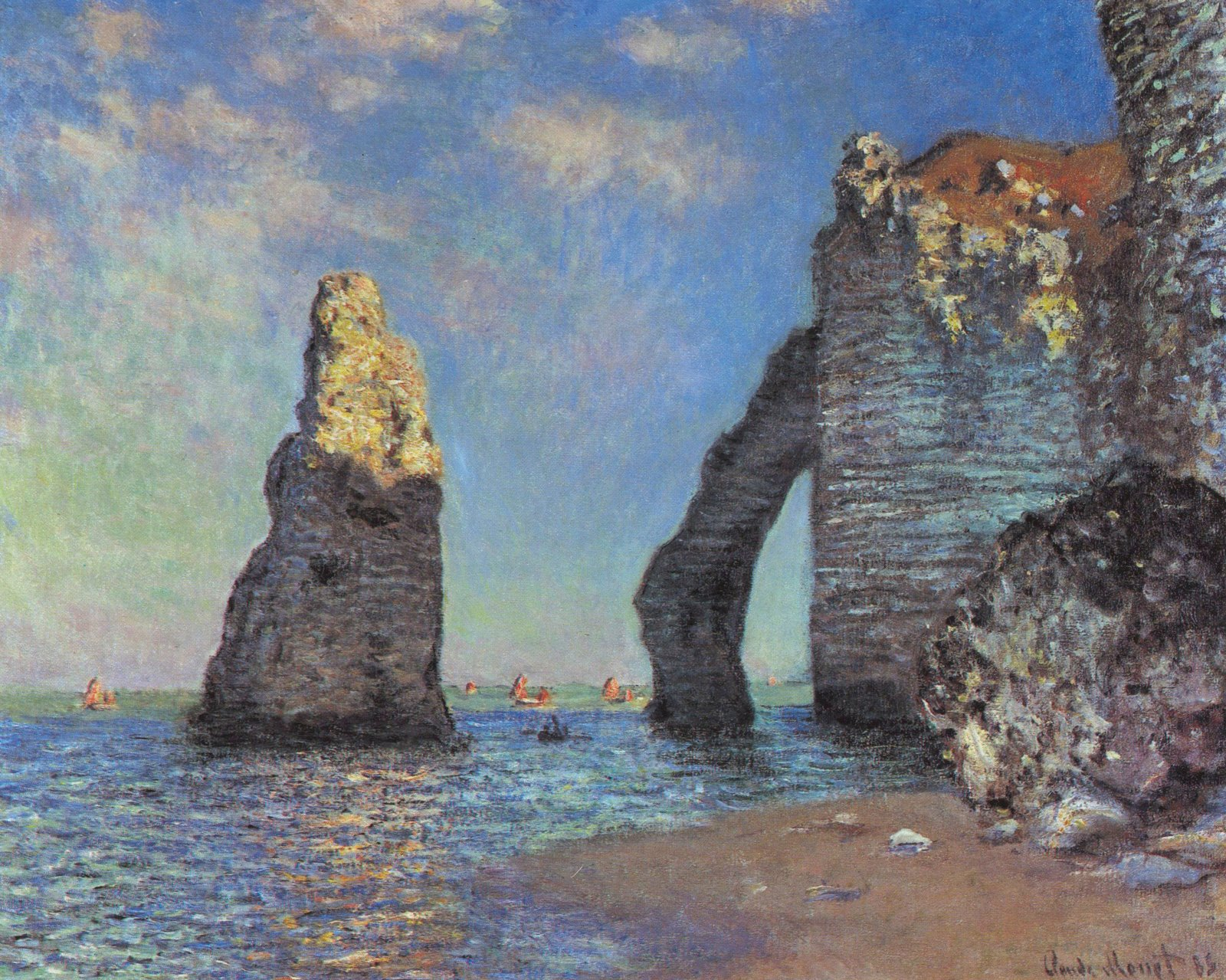
L'aiguille d'Étretat peinte par Claude Monet, 1885.

En avril 1908 ou 1909, soit un an après la mort de Sonia Krichnoff, Arsène Lupin est surpris lors d'un cambriolage au château d'Ambrumésy en Normandie et blessé par balle. Pendant sa convalescence, il est soigné par la jeune femme qui lui a tiré dessus, Raymonde de Saint-Véran, laquelle devient sa maîtresse, puis sa femme lorsqu'il l'épouse quelques mois plus tard sous l'identité de Louis Valméras.
Pendant ce temps, un jeune détective amateur, Isidore Beautrelet, parvient à découvrir le repaire secret de Lupin : l'aiguille d'Étretat, qui contient également tous les trésors des rois de France. Lors de l'irruption de la police, Raymonde est abattue accidentellement par Herlock Sholmès.

### Ambitions européennes contrariées

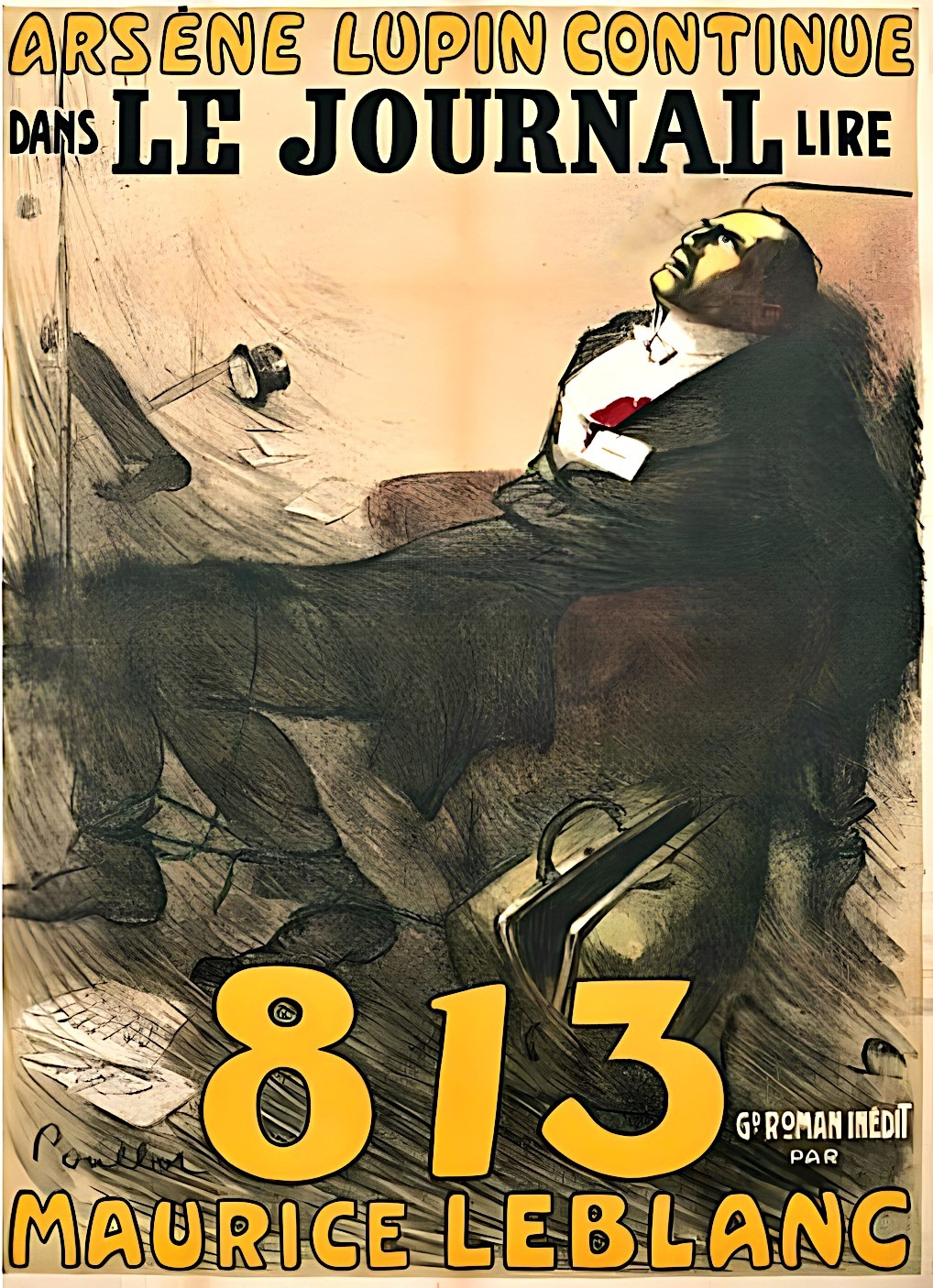
Le meurtre de Rudolph Kesselbach.
Affiche publicitaire de Poulbot pour la publication en feuilleton de 813 dans le quotidien Le Journal.

Après la mort de Raymonde, Arsène Lupin ne fait plus parler de lui pendant quatre ans. En réalité, il continue d'opérer sous deux identités : celle de M. Lenormand, chef de la Sûreté à la célébrité croissante, puis celle de Raoul d'Avenac, mondain qui se lance dans l'enquête sur le meurtre de M. Guercin.
Sitôt l'identité de Raoul d'Avenac fragilisée, il la remplace tantôt par celle d'un noble russe, le prince Paul Sernine, tantôt par celle d'un prince français, le prince Serge Rénine.

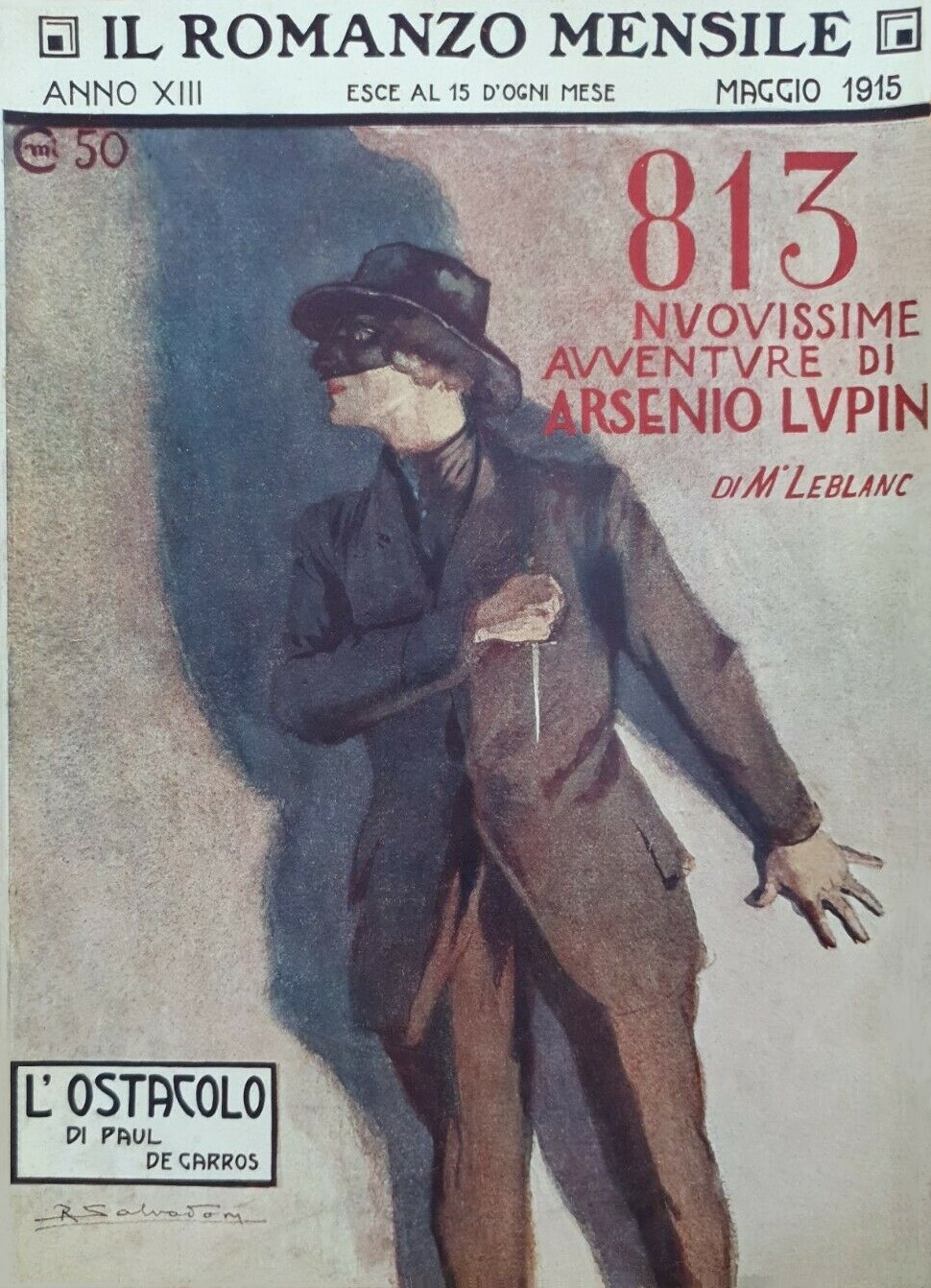
Le mystérieux assassin « L.M. »
Couverture de Riccardo Salvadori pour la publication de 813 dans le périodique italien Il Romanzo Mensile.

Arsène Lupin refait son apparition publique lorsque la police découvre le cadavre de Rudolph Kesselbach avec la carte signée du cambrioleur. Lupin annonce alors son retour dans les journaux pour assister le chef de la Sûreté, M. Lenormand, dans l'affaire Kesselbach. Il affronte un ennemi de taille, Louis de Malreich, qui finit par dénoncer toutes ses impostures princières et policières. Arsène Lupin est alors emprisonné à la Santé. L'empereur germanique Guillaume II le visite même en prison, visite durant laquelle le cambrioleur exige du Kaiser, en échange de ses services, sa libération, que le Maroc soit laissé à la France et que le grand-duché de Deux-Ponts-Veldenz soit rendu à l'héritier qu'il a retrouvé, Pierre Leduc, et que celui-ci puisse épouser Geneviève Ernemont.
Une fois son évasion réalisée, Lupin s'apprête à se retirer en compagnie de la veuve de M. Kesselbach, Dolorès. Malheureusement, tous ses projets s'écroulent lorsqu'il découvre que c'est Mme Kesselbach son véritable ennemi : horrifié, il étrangle Dolorès. En découvrant le meurtre, Pierre Leduc se suicide, mettant ainsi fin au projet de Lupin de placer sa fille Geneviève à la tête du grand-duché de Deux-Ponts-Veldenz. Lupin met alors en scène son suicide et s'engage dans la Légion étrangère sous le nom de don Luis Perenna.

### Carrière dans la Légion étrangère
Don Luis Perenna fait venir à lui soixante anciens complices au Maroc. Ainsi, secondé par une armée de dix mille Marocains, et au terme de quinze mois de bataille, il se crée un empire, deux fois grand comme la France, en Afrique. En 1919, il rentre en France et rencontre le président du Conseil, Valenglay, pour offrir à la France cet empire mauritanien.

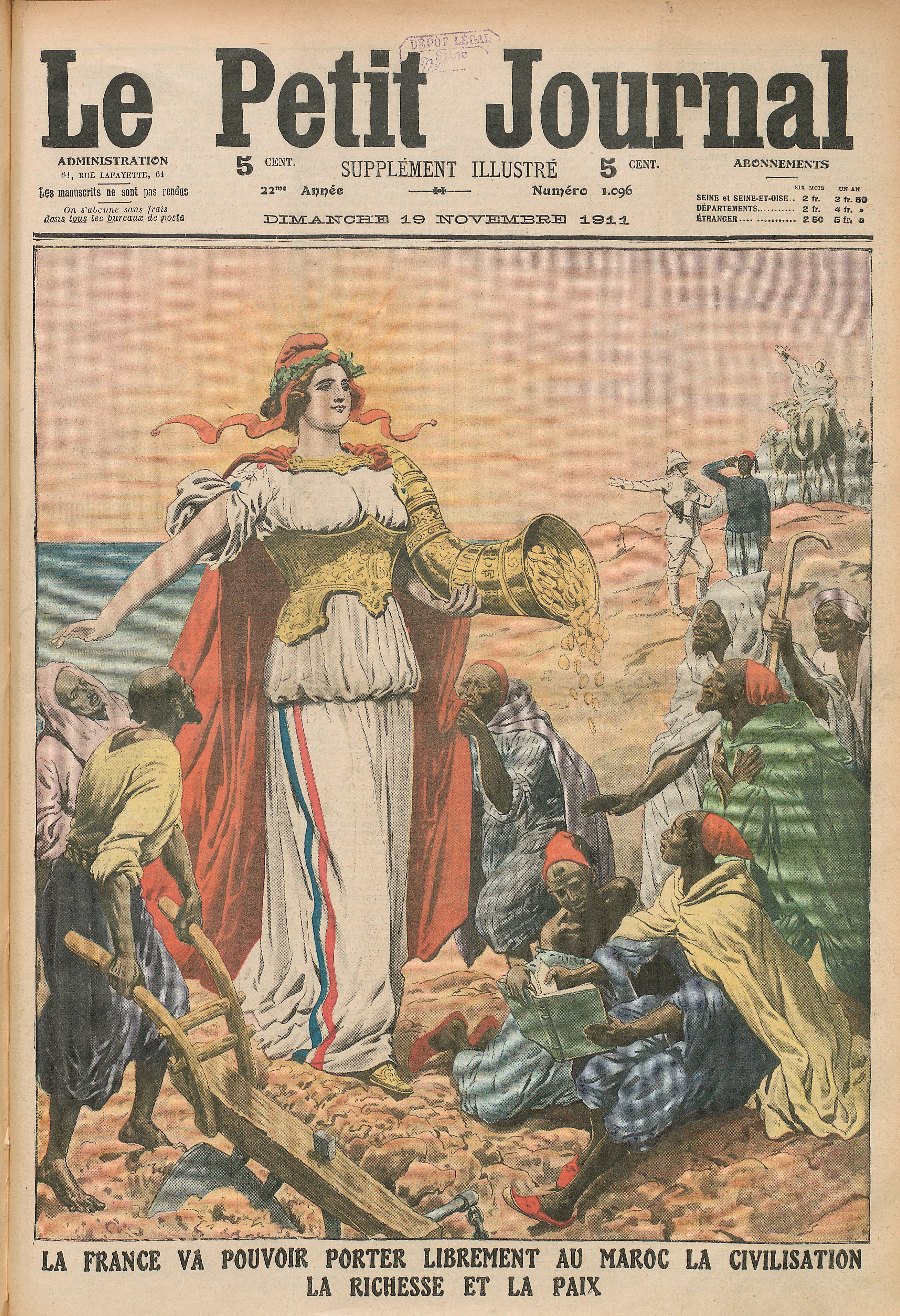
Propagande coloniale : « La France va pouvoir porter librement au Maroc la civilisation, la richesse et la paix. » (Le Petit Journal, 1911).
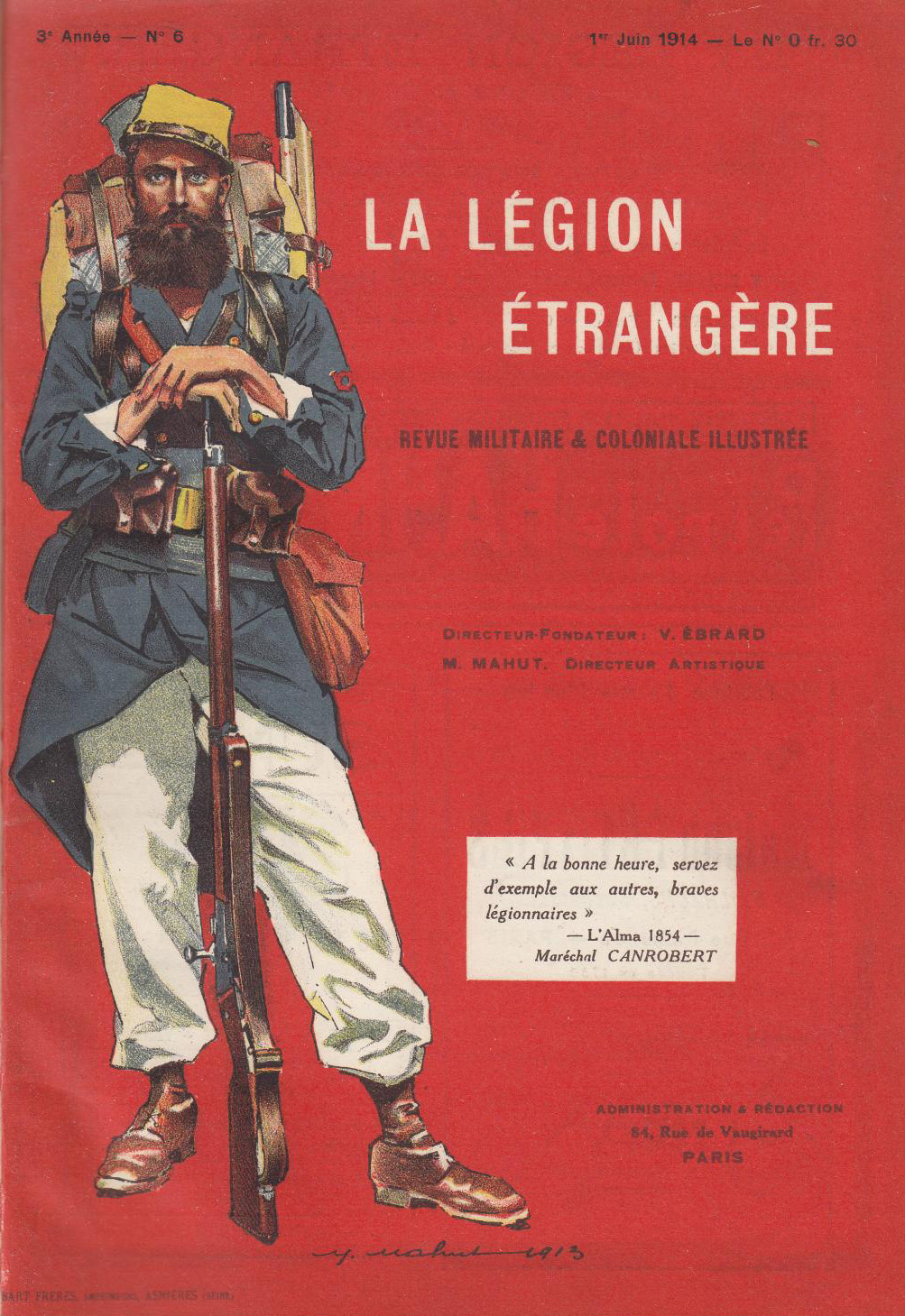
Uniforme de la Légion étrangère en 1914.
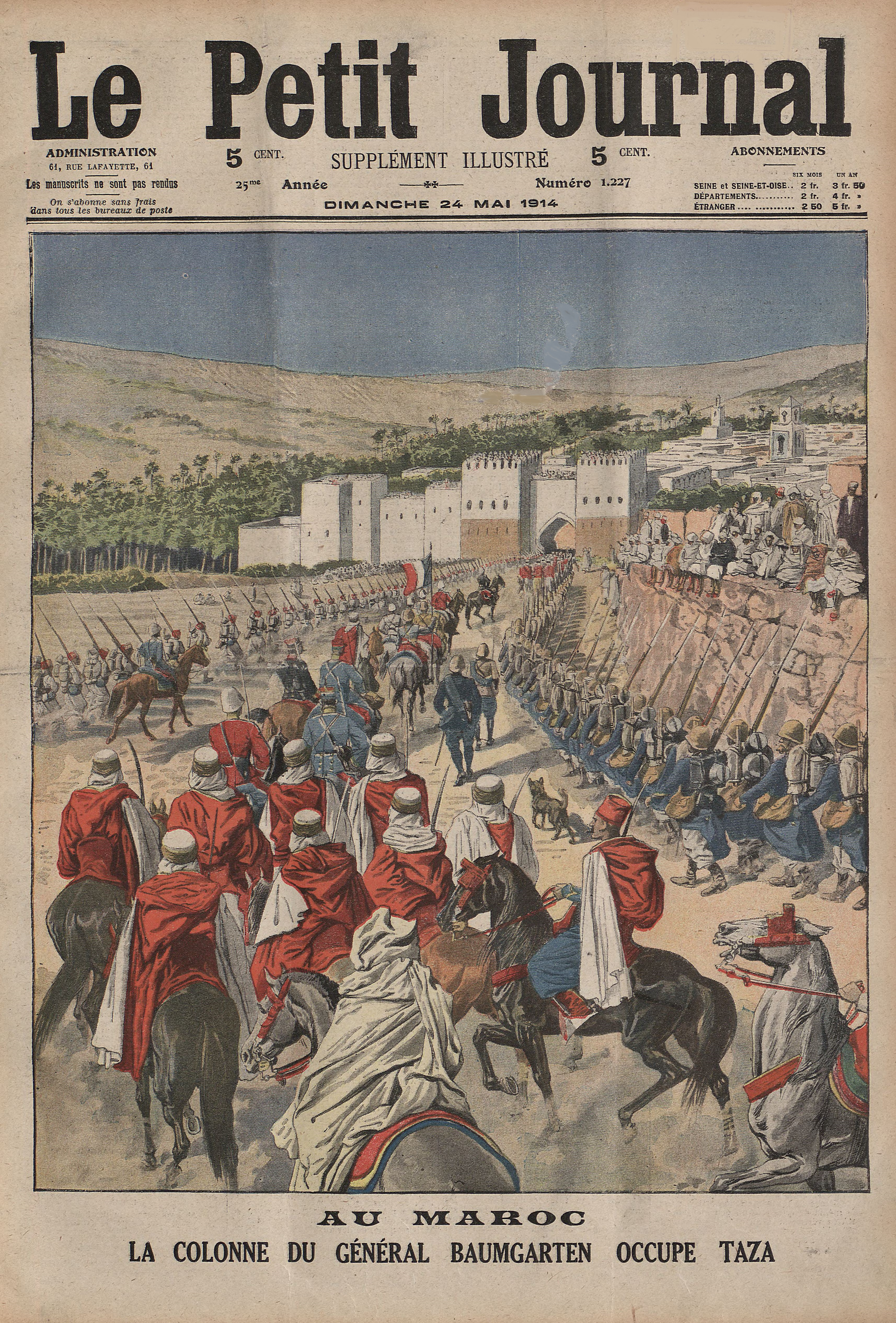
La campagne du Maroc vue par Le Petit Journal, 24 mai 1914.

Don Luis Perenna se range et épouse une jeune femme, Florence Levasseur, après l'avoir sauvée des griffes d'un criminel. Le couple s'installe dans le village de Saint-Maclou, sur les rives de l'Oise.

### Vengeance de la comtesse de Cagliostro
Dans les années 1920, Arsène Lupin sort de sa retraite quand un certain cambrioleur signe ses forfaits sous son nom. Il reprend alors du service sous le nom de Victor Hautin, inspecteur de la Brigade mondaine. Il parvient ainsi à démasquer l'usurpateur, un individu du nom d'Antoine Bressacq, et fait alors son retour sur le devant de la scène en racontant aux journaux tous les détails de l'affaire.
Un an plus tard, Arsène Lupin, alias Raoul d'Averny, tombe dans le piège posthume que lui avait tendu la comtesse de Cagliostro : faire du fils qu'il a eu avec Clarisse d'Étigues, Jean, un criminel qui s'opposera à son père. Ainsi, celui-ci, qui porte le nom de Félicien Charles, est accusé à tort d'un meurtre. Influencé par d'anciens complices de Joséphine Balsamo, il s'oppose à son père qui tente de l'aider. Arsène Lupin parvient finalement à le sauver, sans pour autant lui révéler sa parenté, tout comme il l'avait fait pour sa fille Geneviève.
Âgé de 50 ans, Arsène Lupin vit à Paris sous le nom d'Horace Velmont, en compagnie de sa vieille nourrice Victoire. Une organisation criminelle américaine s'intéresse à sa fortune. Il parvient à en livrer les membres à la police et s'enfuit aux États-Unis pour leur échapper à son tour.
De retour en France, il enseigne à des enfants pauvres des bidonvilles du nord de Paris sous le nom de Capitaine Cocorico, tandis que, sous celui d'André de Savery, il travaille comme archéologue pour le ministère de l'Intérieur et épouse une femme du nom de Cora de Lerne.

## Personnalité

### Figure du gentleman cambrioleur

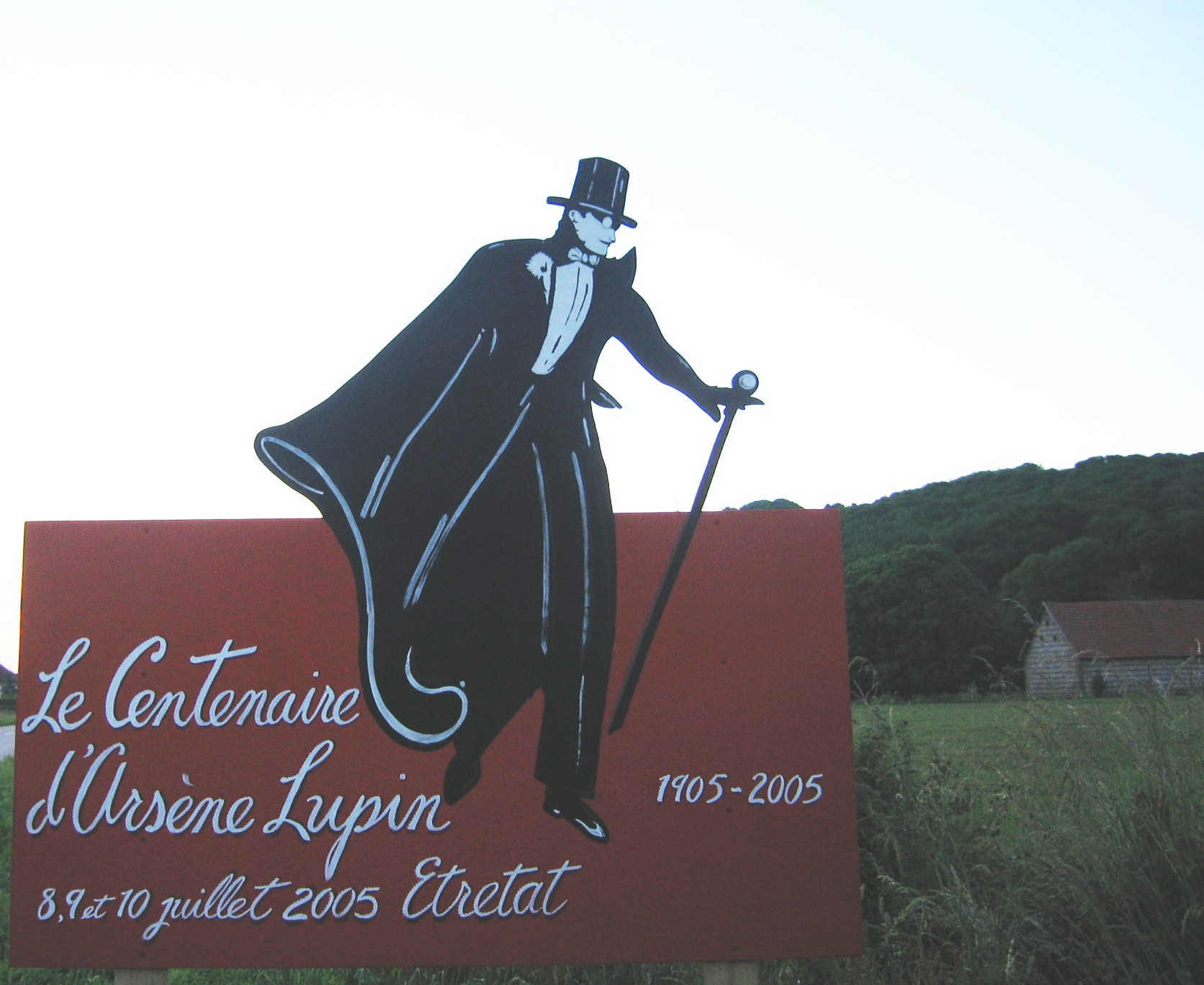
Pancarte du centenaire d'Arsène Lupin en juillet 2005 à Étretat.

Malgré une carrière précoce commencée dans les années 1880, les nombreuses aventures d'Arsène Lupin ont principalement pour cadre la France de la Belle Époque et des Années folles. Son univers est celui de la bourgeoisie du début du XXe siècle, qui voit le développement des résidences secondaires, des déplacements automobiles, d'une société, de plus en plus médiatisée, qui s'ouvre à la consommation.
Il incarne la figure du gentleman cambrioleur, c'est-à-dire celle du cambrioleur qui se distingue par une double vie : mondaine et respectable le jour, faite d'activités illicites la nuit. L'un des traits du gentleman cambrioleur est d'effectuer, paradoxalement, ses forfaits avec l'élégance et le raffinement propres à son rang social. En effet, ses bonnes manières impliquent qu'il ne fonde pas ses activités de cambrioleur sur la violence. Arsène Lupin, à qui le meurtre fait horreur, éprouve à cet égard, une violente répulsion à tuer,.
Outre sa non-violence dans la tenue de ses activités, Arsène Lupin revendique également sa qualité de gentilhomme par sa galanterie et son respect des femmes. Ainsi, il lui est arrivé de restituer le butin d'un cambriolage après avoir découvert que la victime était une femme qu'il avait autrefois connue. Cette spontanéité renforce son côté enfantin qui tranche radicalement avec le sérieux que nécessite la tenue de ses activités.
Contrairement aux voleurs classiques, Arsène Lupin est un personnage profondément moral. En effet, il concentre ses larcins sur les individus qui se sont enrichis de manière illégale ou immorale. Toutefois, ce critère n'est pas exclusif chez Lupin et ses victimes peuvent avoir pour seul défaut d'être riches. Sa vision théâtrale du cambriolage répond également à un narcissisme qui s'assouvit avec le besoin d'« épater la galerie ». Ainsi, il s'emploie à démontrer que personne n'arrive à sa mesure, que ce soit les policiers, les détectives ou même le Kaiser. L'une de ses cibles favorites est d'ailleurs la police, qu'il s'amuse à tourner en ridicule. À l'inverse, les seuls adversaires qui parviennent à mettre ses projets en échec sont toujours des femmes : Joséphine Balsamo est la première à percer ses secrets, Dolorès Kesselbach ruine ses rêves de conquête de l'Europe, et Nelly Underdown, en le remplissant de honte, le pousse à lui restituer tous les objets volés.

### Évolution du personnage

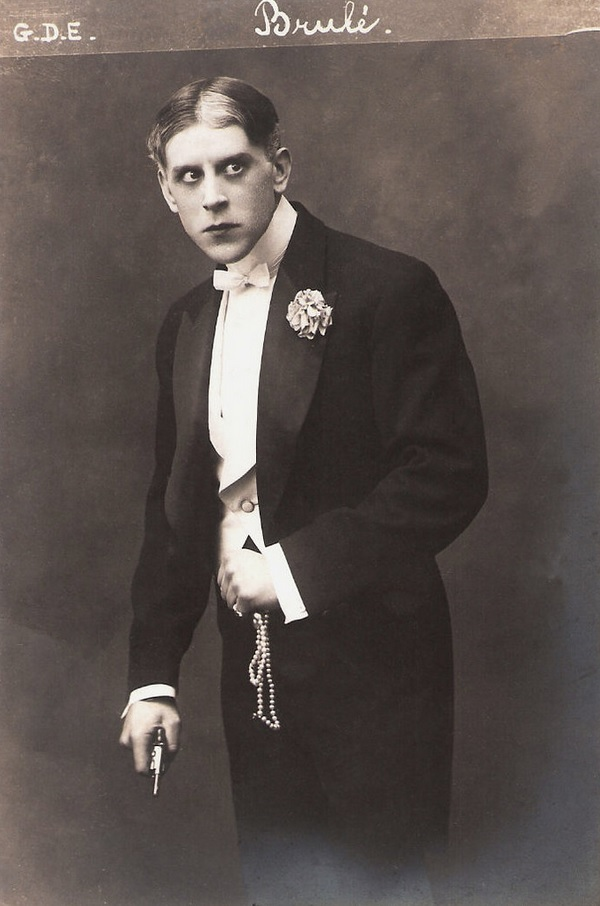
André Brulé interprétant Arsène Lupin (carte postale, vers 1909).

Le personnage de Lupin est marqué par une hésitation permanente entre sa qualité d'homme du peuple (son côté Arsène Lupin) et son appartenance à l'aristocratie (la face Raoul d'Andrésy). Cette ambivalence est un leitmotiv de toutes ses aventures.
Bien que sa famille maternelle soit noble, Arsène Lupin est d'origine roturière par son père. Par snobisme, il aspire à la condition aristocratique qu'il singe et moque : lorsqu'il se choisit un pseudonyme, c'est fréquemment avec une particule. Ce choix pourrait s'expliquer par l'humiliation qu'il a connue enfant, lorsqu'il vit le couple de nobles, les Dreux-Soubise, qui l'avait recueilli, exploiter sa mère devenue leur domestique:.
Il commet son premier cambriolage à l'âge de 7 ans, durant lequel il vole le célèbre collier de la reine aux Dreux-Soubise, pour venger les humiliations subies par sa mère. Dès le début de sa carrière, Lupin montre des sympathies anarchistes, puisqu'il vole des riches qui se montrent impitoyables envers les pauvres. Il ne prétend d'ailleurs pas être différent de ses victimes : « Moi, je vole en appartement ; toi, tu voles en bourse. Tout ça, c'est kif-kif ». Cependant, son anarchisme n'est pas une expression libertaire, mais plutôt un opportunisme, dans la mesure où il ne cherche pas à renverser le système mais plutôt à le bousculer à son profit. Par ailleurs, conformément à certains mouvements anarchistes des années 1890-1900, Arsène Lupin adopte une tenue vestimentaire de dandy : chapeau haut-de-forme, canne et monocle. En effet, au début du XXe siècle, pour certains anarchistes, cette apparence était un moyen d'affirmer sa supériorité sur la société.

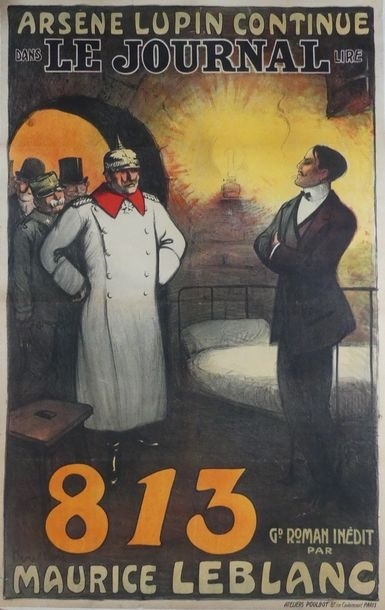
Depuis sa cellule de la prison de la Santé, Lupin parvient à organiser une rencontre avec l'empereur Guillaume II (empereur allemand) afin de redessiner la carte géopolitique de l'Europe.
Affiche publicitaire de Poulbot pour la publication en feuilleton de 813 dans le quotidien Le Journal, 1910.

Après l'épisode de L'Aiguille creuse, dans laquelle Lupin revendique l'héritage des rois de France, c'est dans le roman 813 que culmine la mégalomanie du gentleman cambrioleur, où, ne se contentant plus de s'opposer à la société et au pouvoir en place, Arsène Lupin cherche à se substituer à eux. Ainsi, en essayant de faire de sa fille Geneviève, une princesse d'un petit État allemand, c'est en réalité lui qui se nomme empereur ou roi. Comme tout gentilhomme qui se respecte, Arsène Lupin cherche à accumuler le pouvoir. Véritablement, le cambrioleur ne se lance plus de nouveaux défis par appât du gain ou même soif de justice, mais par désir de puissance.
L'évolution d'Arsène Lupin suit celle de Maurice Leblanc. Les sympathies anarchistes du personnage disparaissent dans les romans écrits pendant la Grande Guerre où Lupin devient lui-même très patriote, voire nationaliste. Pendant la guerre, avec l'aide de ses anciens complices, il se constitue un véritable empire mauritanien, qu'il offre à la France à son retour en métropole. Par certains aspects, les romans de Maurice Leblanc écrits avant et pendant la guerre prennent la forme des récits, désignés sous le nom de « romans revanchards », par la germanophobie qu'ils dégagent : les Allemands décrits comme brutaux et vulgaires sont opposés aux Français, élégants et distingués. Surtout, face à l'orgueil allemand, les Français se distinguent par leur fierté, à l'instar d'Arsène Lupin qui toise le Kaiser dans 813.
En 1932, Maurice Leblanc donne une interview pour la Gazette de Bayonne, de Biarritz et du Pays basque dans laquelle il retrace succinctement l'évolution du gentleman cambrioleur :

« Au début, il fut pétri de canaillerie. Méditer de sales coups était pour lui règle de conduite et la seule règle de sa vie. Ah ! Le voleur ! Pendant la guerre, il m'a complètement dégoûté. Il prit des airs d'embusqué mais a su tout de même utiliser ses qualités pour servir la France. Dans Triangle d'or et Éclat d'obus, il est plutôt ce qu'on appelle « réactionnaire ». Après la guerre, mon bonhomme devint presque honnête, aimable, très bourgeois ; il acquiert l'instinct de propriété et la police n'a presque plus rien à faire avec lui. »

— Maurice Leblanc
Avec le temps, Arsène Lupin devient lui-même un bourgeois dans la mesure où il ne songe plus du tout à cambrioler. À la fin des Dents du tigre, il se retire à la campagne en compagnie de sa nouvelle épouse pour cultiver tranquillement ses fleurs et profiter de ses richesses. Au point que, lors de ses dernières aventures, il ne « reprend du service » que pour stopper les agissements d'un usurpateur signant ses forfaits sous le nom d'Arsène Lupin et pour venir ensuite en aide à des jeunes gens en difficulté. Au fil de ses aventures, Arsène Lupin délaisse ainsi peu à peu le métier de cambrioleur pour se consacrer avant tout à celui de détective, tout en commettant néanmoins quelques larcins au passage,.

## Connaissances et aptitudes

### Art du déguisement et de la supercherie
La renommée d'Arsène Lupin repose en partie sur son art du déguisement et de l'usurpation d'identité. Ces facultés jouent d'ailleurs un rôle essentiel dans presque toutes ses aventures. Présenté comme « l'homme aux mille déguisements », le cambrioleur utilise tous les critères physiques et sociaux pour se transformer : âge, classe sociale, profession, nationalité… Il s'est formé dans sa jeunesse à la prestidigitation auprès de Dickson, puis aux arts de l'illusionnisme pendant six mois aux côtés de Pickmann. Cette formation aux arts de la supercherie est complétée par l'étude de la dermatologie à l'hôpital Saint-Louis, auprès du docteur Altier, connaissances qui lui ont servi pour modifier l'aspect de son visage. Cependant, ces opérations techniques qui consistent à modifier son visage restent rares, à l'inverse des procédés de maquillage qu'il se plaît à utiliser en véritable homme de théâtre qu'il est. Maurice Leblanc nous raconte, d'ailleurs, qu'Arsène Lupin a équipé son automobile en véritable loge d'acteur, avec tout un matériel de maquillage.
L'objectif du cambrioleur est d'être non reconnaissable en toute circonstance. Maurice Leblanc reconnaît ainsi sa difficulté à lui attribuer un visage défini : « Vingt fois j'ai vu Arsène Lupin, et vingt fois c'est un être différent qui m'est apparu… ou plutôt, le même être dont vingt miroirs m'auraient renvoyé autant d'images déformées, chacune ayant ses yeux particuliers, sa forme spéciale de figure, son geste propre, sa silhouette et son caractère ».
Grâce à ces capacités, Lupin recourt fréquemment à l'usurpation d'identités qui lui permettent d'apparaître publiquement tant dans la société mondaine qu'aux côtés des policiers qui le traquent. Il prend ainsi, dans le roman 813, la direction de la Sûreté sous l'identité du commissaire Lenormand et dirige lui-même les policiers chargés de le capturer.
Outre les usurpations d'identité, Arsène Lupin use d'ingénieuses supercheries pour commettre ses forfaits. Dans le roman La Dame Blonde, sous l'identité de l'architecte Maxime Bermond, il réaménage d'anciennes demeures à Paris pour se constituer un réseau afin de commettre ses larcins et de semer le cas échéant les forces de police. Il se plaît également à manipuler ses victimes. Ainsi, dans la nouvelle Arsène Lupin en prison, il crée une psychose chez le baron Cahorn en préparant le cambriolage depuis sa cellule de la prison de la Santé : après l'avoir annoncé à l'avance dans les journaux, Lupin profite de l'affolement du baron pour faire dévaliser son château par des complices.
Enfin, Arsène Lupin ne voulant ni tuer ni blesser personne, il a fréquemment recours à l'enlèvement comme moyen de pression. Il organise ainsi l'enlèvement de Désiré Baudru pour usurper son identité, ou encore celui d'Herlock Sholmès lorsqu'il l'emprisonne et l'expédie vers l'Angleterre à bord du yacht L'Hirondelle.

### Sagacité hors du commun

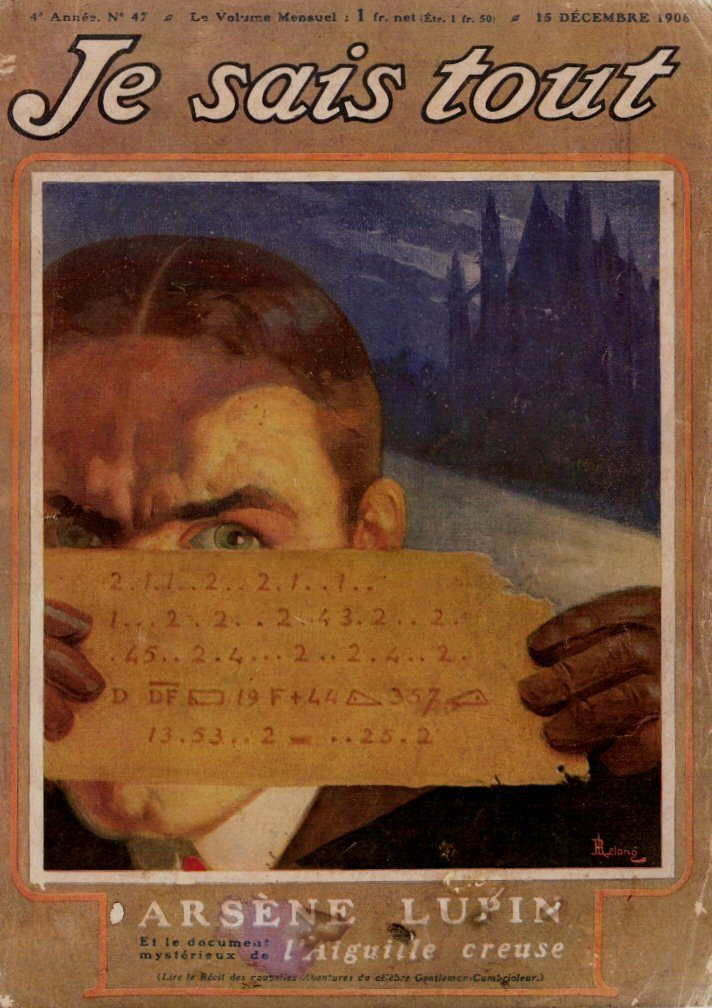
Illustration de René Lelong pour le roman-feuilleton L'Aiguille creuse.
Couverture du périodique Je sais tout no 47, 15 décembre 1908.

Grand amateur de mystère, Arsène Lupin utilise son intelligence, son esprit de déduction et sa clairvoyance pour venir à bout de redoutables énigmes. Ses enquêtes sont toujours construites comme de véritables quêtes dans lesquelles il doit interpréter les faits pour remonter une piste.
D'ailleurs, Maurice Leblanc admet que son héros « est continuellement mêlé à de tels mystères par le goût qu'il a de ces sortes de recherches ».
Il s'attelle ainsi à des énigmes centenaires que personne n'a réussi à résoudre, à l'instar des secrets de Marie-Antoinette.

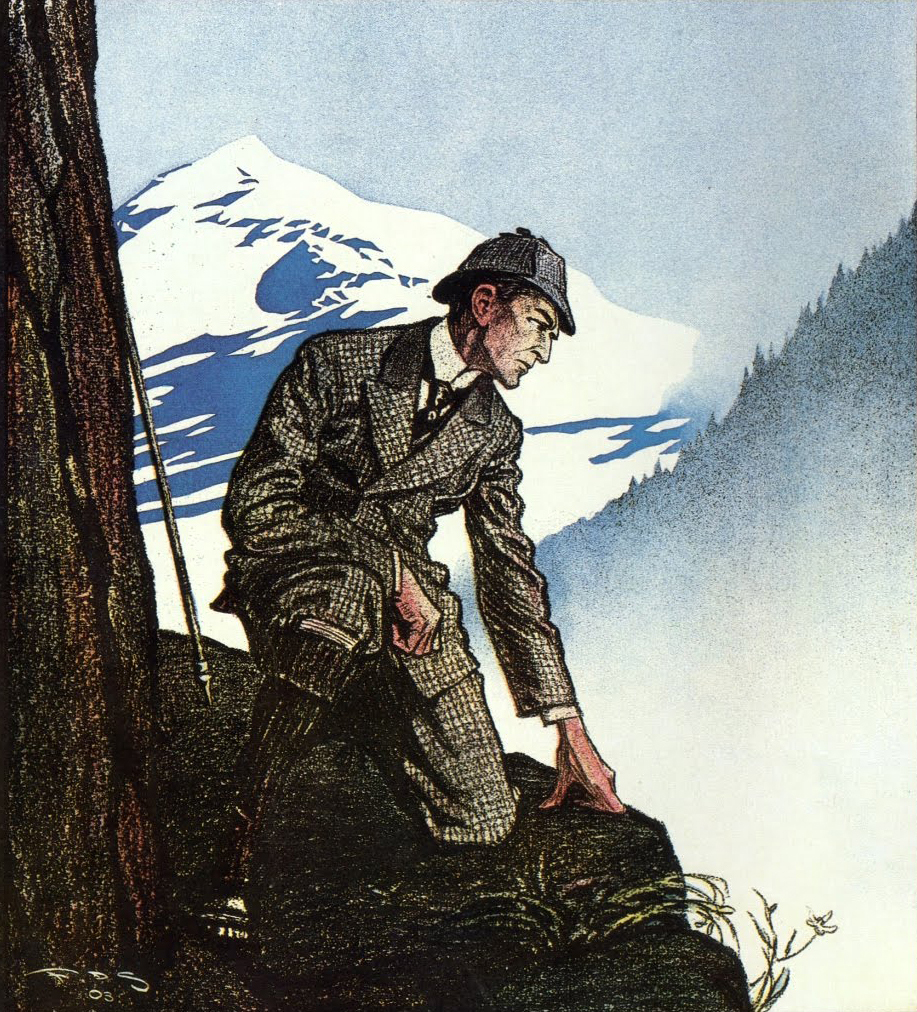
Le personnage d'Herlock Sholmès est modelé sur Sherlock Holmes, le héros créé par Arthur Conan Doyle.

Il rencontre sur son chemin un très grand détective contemporain – Herlock Sholmès. Celui-ci, lui-même d'une très grande perspicacité, met au jour, avec une grande aisance, toutes les supercheries de Lupin qui trompaient auparavant la police et met à mal ses projets :

« Ils se mesurèrent du regard, ennemis maintenant, ennemis déclarés et frémissants. Un peu énervé, Lupin reprit :
– Voilà plusieurs fois, Monsieur, que je vous rencontre sur mon chemin. C'est autant de fois de trop, et j'en ai assez de perdre mon temps à déjouer les pièges que vous me tendez. »

— Maurice Leblanc, La Dame blonde
Leur affrontement dure plusieurs années : quatre ans après leur première rencontre, Lupin provoque le détective britannique par voie de presse et cambriole un hôtel en dépit de la présence d'Herlock Sholmès, qui parvient néanmoins à récupérer les objets volés. Leur face-à-face montre l'incompatibilité des méthodes des deux adversaires : face à la déduction et à l'implacable logique de Sholmès, Lupin se repose entièrement sur son intuition et son sens de l'improvisation. Parce qu'il est désinvolte même avec les faits, Lupin se joue de l'analyse méticuleuse et immobile du détective anglais.
Par ailleurs, son goût pour les mystères l'incite à prendre l'identité de Jim Barnett et d'ouvrir sa propre agence de détective à Paris, l'agence Barnett et Cie, pour se consacrer à la résolution d'énigmes. Il s'adjoint la compagnie du jeune inspecteur de police Théodore Béchoux, qui, malgré les humiliations répétées que lui inflige Barnett, se retrouve toujours forcé de revenir vers le détective, seul en mesure de déchiffrer les étranges affaires auxquelles est confronté le policier.

### Sportif et combattant aguerri

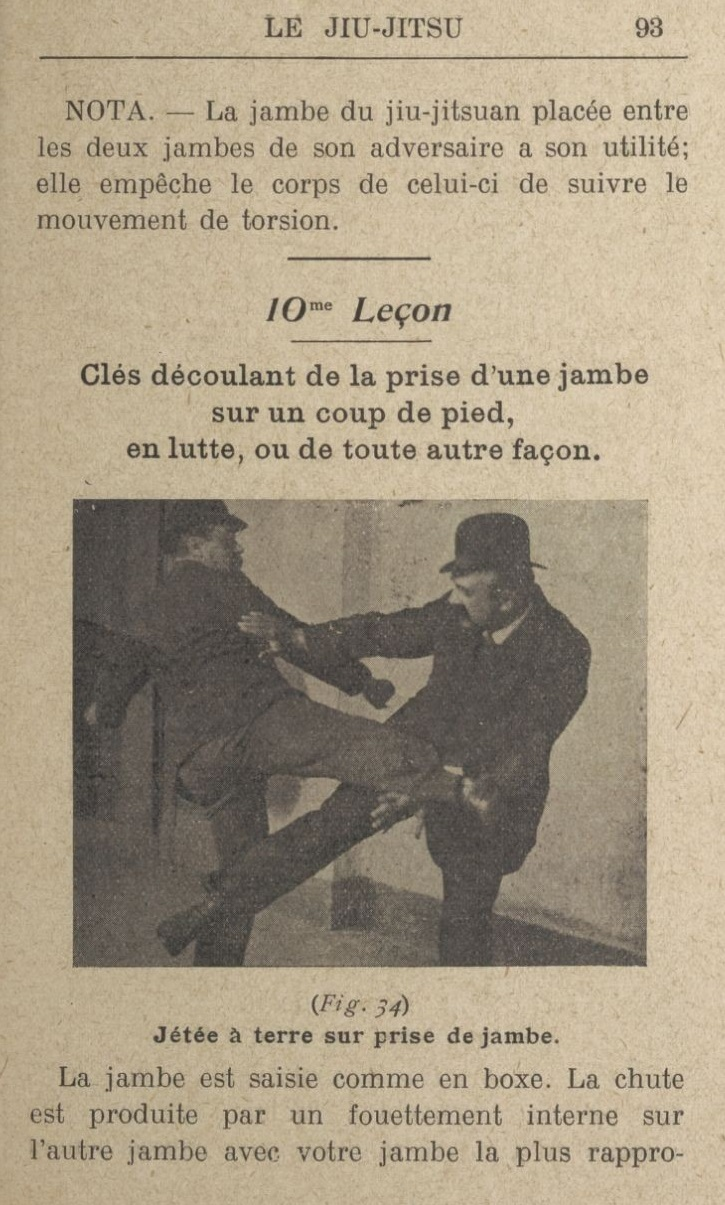
Illustration d'un manuel de ju-jitsu de la Belle Époque.

À la Belle Époque, être considéré comme un « sportsman » était très chic en société ; c'est la raison pour laquelle Lupin consacrait chaque matin un quart d'heure à la gymnastique suédoise pour s'entretenir.
Par ailleurs, dès son jeune âge, Arsène Lupin a été initié aux sports de combat. Il raconte ainsi à Clarisse avoir bénéficié des leçons de boxe et de gymnastique que lui aurait prodiguées son père dans son enfance. Il revendique également avoir hérité de son père ses titres de champion de boxe et de lutte romaine. Ses talents précoces pour les arts martiaux lui auraient permis d'ailleurs d'enseigner la lutte japonaise lors de son installation à Paris.
Outre ses qualités de combattant, Arsène Lupin semble également être un sportif aux disciplines variées. En effet, s'il se présente lui-même comme un champion de natation, il semble établi qu'il soit le vainqueur de la course cycliste organisée à Paris lors de l'Exposition internationale de Paris de 1900.

## Carrière de cambrioleur

### Pseudonymes et usurpations d'identité
Tout au long de sa carrière de cambrioleur, Arsène Lupin a opéré sous de nombreux noms. Pas moins de quarante-sept pseudonymes ont été utilisés par Maurice Leblanc dans ses nouvelles, romans et pièces de théâtre.
L'histoire d'Arsène Lupin est entièrement construite autour de la question de la dénomination, laquelle a également une fonction ludique et poétique. Ainsi, c'est par l'utilisation de noms différents qu'il organise sa vie de gentleman cambrioleur : Raoul d'Andrésy et autres avatars nobles pour sa vie mondaine et Arsène Lupin pour sa vie d'escroc.
Certains pseudonymes ont été spécialement créés par ses soins, à l'instar de « Raoul d'Andrésy » — composé de son second prénom et du nom de jeune fille de sa mère. Le prénom « Raoul » a d'ailleurs été à plusieurs reprises réutilisé, à l'instar de « Raoul de Limésy », « Raoul d'Avenac », « Raoul d'Enneris » et « Raoul d'Averny », noms utilisés par Lupin pour ouvrir différents comptes bancaires dans la nouvelle Le Piège infernal.
Le gentleman cambrioleur reconnaît, par ailleurs, choisir minutieusement ses pseudonymes, sensible à leurs formes graphiques et sonores, à leur connotation. Il a ainsi inventé un grand nombre de ses noms d'emprunt. L'esprit joueur de Lupin se retrouve également dans la composition même des pseudonymes avec l'utilisation d'anagrammes formées à partir de son propre nom. Ainsi, il officie sous le nom de « Paul Sernine » dans 813, de « Luis Perenna » dans Les Dents du tigre ou encore de « Paule Sinner » dans Les Milliards d'Arsène Lupin.
Enfin, il a usurpé des identités pour monter des escroqueries. Il utilise le nom d'un cousin décédé, « Bernard d'Andrésy », pour voyager à bord du transatlantique La Provence dans la nouvelle L'Arrestation d'Arsène Lupin. C'est sous les traits de « Désiré Baudru », un clochard dont il a subtilisé l'identité, qu'Arsène Lupin s'évade de la prison de la Santé dans L'Évasion d'Arsène Lupin. Enfin, « M. Lenormand » et « Jacques de Charmerace » sont des Français qu'il a connus à l'étranger et dont il a usurpé l'identité en rentrant en France dans, respectivement, le roman 813 et la pièce de théâtre Arsène Lupin.

### Bande à Lupin
Au cours de sa carrière, Arsène Lupin a mis sur pied une véritable bande de malfaiteurs pour l'épauler dans ses forfaits. Celle-ci compterait une soixantaine de membres selon Luis Perenna.
Maurice Leblanc, par ailleurs, confesse que l'organisation de cette bande est entourée de mystère :

« L'existence de cette bande ne fait pas de doute. Certaines aventures ne s'expliquent que par la mise en action de dévouements innombrables, d'énergies irrésistibles et de complicités puissantes, toutes forces obéissant à une volonté unique et formidable. Mais comment cette volonté s'exerce-t-elle ? Par quels intermédiaires et par quels sous-ordres ? Je l'ignore. Lupin garde son secret et les secrets que Lupin veut garder sont, pour ainsi dire, impénétrables. La seule hypothèse qu'il me soit permis d'avancer, c'est que cette bande, très restreinte à mon avis, et d'autant plus redoutable, se complète par l'adjonction d'unités indépendantes, d'affiliés provisoires, pris dans tous les mondes et dans tous les pays, et qui sont les agents exécutifs d'une autorité, que souvent ils ne connaissent même pas. Entre eux et le maître, vont et viennent les compagnons, les initiés, les fidèles, ceux qui jouent les premiers rôles sous le commandement direct de Lupin. »

— Maurice Leblanc, Le Bouchon de cristal.
Ainsi, nombre de ses complices sont des anonymes que Maurice Leblanc n'a jamais pu mettre en lumière dans ses écrits. Ils sont présents dans toutes les strates de la société, y compris dans les institutions policières et judiciaires : au Palais de Justice, à la préfecture de police de Paris, à la prison de la Santé. Ces inconnus participent aux basses besognes de leur chef, à l'instar des déménageurs du château du baron de Cahorn. Certains d'entre eux ont été mis en avant après avoir été capturés par la police. Ainsi, dans Le Bouchon de cristal, Gilbert et Vaucheray sont emprisonnés après le cambriolage raté du député Daubrecq.
Restent les fidèles de Lupin, qui ont pu acquérir une certaine notoriété en jouant un rôle de premier plan dans les machinations de leur chef. De la sorte, dans la pièce de théâtre de 1908, le père Charolais et ses fils jouent la comédie pour permettre à Lupin d'intriguer, tandis que Sonia Krichnoff, qu'il vient alors de rencontrer, l'aide et devient sa complice avant de le suivre en Inde. Enfin, son ancienne nourrice, Victoire, garde contact avec lui durant sa carrière de cambrioleur et intervient dans plusieurs romans à ses côtés.

### Les quatre secrets de Marie-Antoinette et de Cagliostro

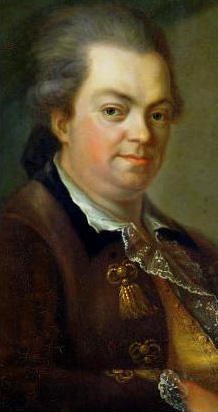
Portrait du comte de Cagliostro.

Arsène Lupin apprend l'existence des quatre secrets de Marie-Antoinette et de Cagliostro au début de sa carrière et va tenter de les résoudre tout au long de sa vie.
Dans La Comtesse de Cagliostro, Maurice Leblanc rapporte que la Cagliostro possède un petit miroir magique hérité de son père et sur lequel est inscrite l'énumération des quatre grandes énigmes :

« Ce miroir appartint à Cagliostro. Pour ceux qui s'y regardent avec confiance, le temps s'arrête. Tenez, la date est inscrite sur la monture, 1783, et elle est suivie de quatre lignes qui sont l'énumération de quatre grandes énigmes. Ces énigmes qu'il se proposait de déchiffrer, il les tenait de la bouche même de la reine Marie-Antoinette, et il disait, m'a-t-on rapporté, que celui qui en trouverait la clef serait roi des rois. »

— Maurice Leblanc, La Comtesse de Cagliostro
En effet, au dos du miroir, sont gravées quatre mystérieuses formules héritées de Marie-Antoinette : « In robore fortuna » ; « La dalle des rois de Bohême » ; « La fortune des rois de France » et « Le chandelier à sept branches ».

#### In robore fortuna
C'est le seul des quatre secrets à ne pas avoir été découvert par Arsène Lupin. En effet, la solution de cette énigme : « La fortune est dans le chêne » est trouvée par Dorothée dans le roman Dorothée danseuse de corde paru en 1923.
Le secret menait à des diamants cachés par le marquis de Beaugreval, qui laissa pour seul indice indiquant l'emplacement du trésor, une médaille d'or sur laquelle était gravée la formule latine.

#### La dalle des rois de Bohême

L'île de Sarek au cœur de l'intrigue de L'Île aux trente cercueils.

Le secret de la dalle des rois de Bohême renvoie à une légende de l'île de Sarek qui rapporte qu'une Pierre-Dieu a le pouvoir de guérir et de fortifier quiconque la touche. L'énigme est résolue par Arsène Lupin dans le roman L'Île aux trente cercueils paru en 1919. Cette dalle est, en réalité, en pechblende, minéral radioactif issu d'un gisement du nord de la Bohême, et elle a été apportée par une tribu celte sur l'île de Sarek.

#### La fortune des rois de France

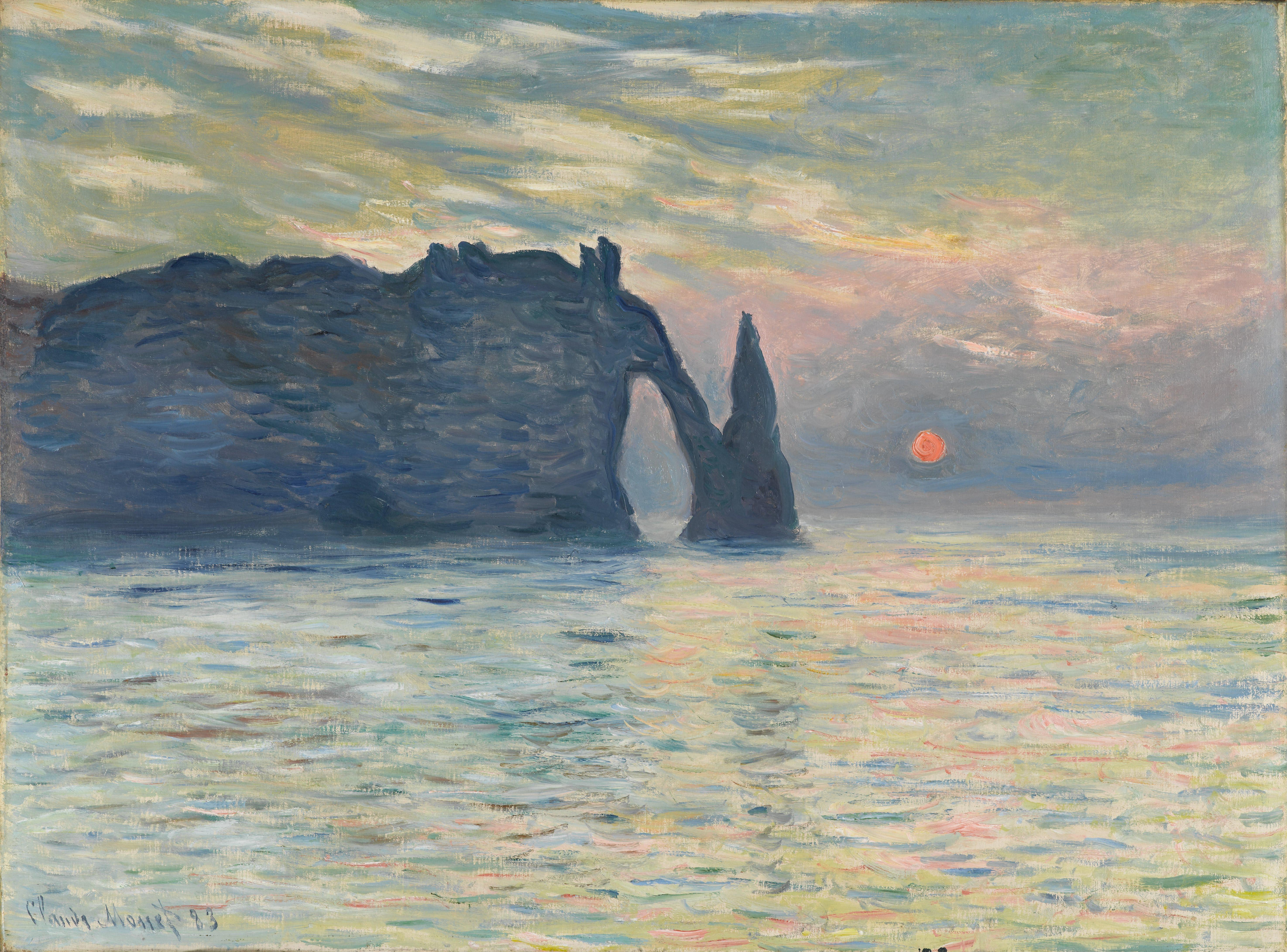
Coucher de soleil à Étretat, 1883, de Claude Monet : toile qui représente la Porte d'Aval et l'aiguille d'Étretat.

Ce secret, transmis entre rois de France, mène à un trésor caché au cœur de la mystérieuse « Aiguille creuse ». Le roi Louis XIV a d'ailleurs fait construire le château de l'Aiguille, dans le département de la Creuse, pour masquer le véritable lieu où se trouve le trésor royal. Ce secret est au cœur de l'intrigue du roman L'Aiguille creuse paru en 1908.
Après être parvenu à déchiffrer un document datant de Guillaume le Conquérant, Arsène Lupin met au jour le secret de l'Aiguille creuse dans les années 1895-1899. Il utilise alors le site comme base secrète pour y cacher ses butins.
Un jeune journaliste, Isidore Beautrelet, sur les traces d'Arsène Lupin, parvient également à déchiffrer le mystère de l'Aiguille creuse en situant son emplacement sur le site d'Étretat. Il découvre alors que l'expression fait référence à l'aiguille haute de 55 mètres qui se détache de la falaise. Il met au jour un escalier secret qui permet de pénétrer à l'intérieur de l'Aiguille, creusée pour y renfermer les trésors des rois de France.
Sur un mur du repaire, sont gravés les noms de ceux qui s'en rendirent successivement propriétaires : « César. Charlemagne. Roll. Guillaume le Conquérant. Richard, roi d'Angleterre. Louis le Onzième. François. Henri IV. Louis XIV. Arsène Lupin ».

#### Le chandelier à sept branches
Première énigme à être déchiffrée par Arsène Lupin à l'âge de 20 ans, narrée dans le roman La Comtesse de Cagliostro paru en 1923. En concurrence avec la comtesse de Cagliostro et des nobles normands, Arsène Lupin se lance lui aussi à la recherche d'un chandelier à sept branches, devant conduire au trésor des abbayes de France.
Ce trésor fut constitué, tout au long du Moyen Âge, grâce aux dons offerts à l'Église :

« Ces offrandes, canalisées à travers toutes les provinces, étaient envoyées aux sept principales abbayes de Caux et constituaient une masse commune gérée par ce qu'on pourrait appeler sept administrateurs délégués, dont un seul connaissait l'emplacement du coffre-fort et le chiffre de la serrure. Chaque abbaye possédait une bague épiscopale ou pastorale qu'elle transmettait, de génération en génération, à son propre délégué. Comme symbole de sa mission, le comité des sept était représenté par un chandelier à sept branches. »

— Arsène Lupin

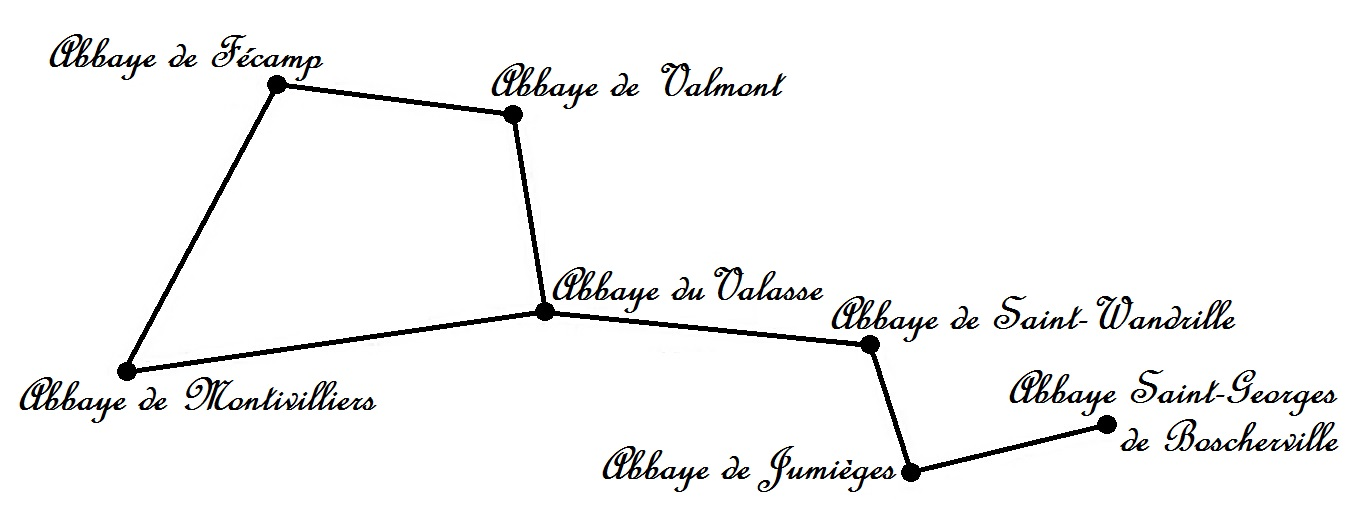
Les sept abbayes du Pays de Caux forment la constellation de la Grande Ourse.

Durant la période révolutionnaire, l'emplacement du trésor faillit tomber dans l'oubli. Un chevalier de Caux apprit, enfant, le secret de la bouche d'un mystérieux condamné à mort avant d'en indiquer l'emplacement sous forme d'énigme à travers la phrase latine : « Ad lapidem currebat olim regina » (« Vers la pierre jadis courait la reine »).
Arsène Lupin découvre que la clé de cette énigme réside dans les initiales des mots de cette formule latine, lesquelles forment le mot « ALCOR », qui désigne l'une des étoiles de la Grande Ourse. En effet, les sept abbayes du pays de Caux d'où convergeaient les richesses de la France chrétienne sont disposées comme les sept étoiles principales de cette constellation, et, à la même position sur une carte terrestre que celle d'Alcor dans la constellation, se trouve l'emplacement du trésor, c'est-à-dire un peu au sud de l'abbaye de Jumièges, la plus riche et la plus puissante des abbayes normandes.
Après être parvenu à déchiffrer l'énigme, Arsène Lupin échoue à mettre la main sur le trésor des abbayes : celui-ci est éparpillé en pleine mer lors de l'explosion du yacht de la Cagliostro. Lupin sauve cependant deux poignées de joyaux, dont un énorme saphir qu'il offre à Clarisse comme cadeau de fiançailles.

## Héros de littérature populaire

### Création du personnage
« Comment est né Arsène Lupin ? De tout un concours de circonstances. » Maurice Leblanc a toujours gardé le mystère sur les origines du gentleman cambrioleur et celles-ci ont toujours suscité le débat chez les spécialistes.

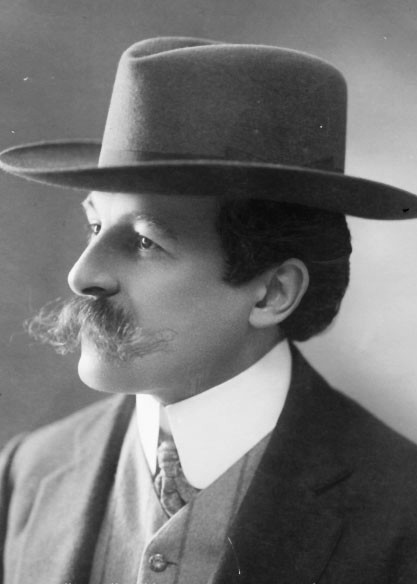
Maurice Leblanc, le père d'Arsène Lupin.

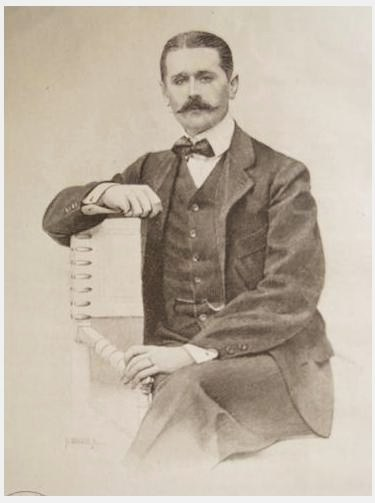
Le journaliste Pierre Lafitte, éditeur de la revue Je sais tout.

La première esquisse de son héros apparaît en 1904 dans le journal L'Auto, avec la nouvelle intitulée Un gentleman. Dans ce récit, le gentleman en question était un voleur d'automobiles. Lorsque, l'année suivante, le journaliste Pierre Lafitte lance la nouvelle revue Je sais tout, il fait appel à son ami Maurice Leblanc pour écrire un feuilleton populaire.
« À cette époque, je ne connaissais même pas Conan Doyle », prétend Leblanc. Or cette affirmation est fréquemment remise en cause. Ainsi, il semblerait que ce soient les bénéfices tirés par le Strand Magazine, périodique anglais publiant les récits de Conan Doyle, qui motivèrent Pierre Lafitte à présenter à son lectorat un récit sur le modèle des aventures de Sherlock Holmes. C'est pourquoi l'éditeur chargea son collaborateur direct, Marcel L'Heureux, un ami de longue date de Maurice Leblanc, de lui transmettre sa proposition, que l'écrivain accepta d'ailleurs avec enthousiasme.
Cependant, Maurice Leblanc l'affirme au journaliste Georges Charensol : « Si j'ai été influencé par un romancier, c'est par Edgar Poe. » Il ajoute ailleurs être redevable à Poe « à bien des égards […] car il savait, lui, comme nul ne l'a jamais tenté depuis, créer autour de son sujet une atmosphère pathétique ». L'auteur américain a justement un héros, de surcroît français et admiré de Leblanc, qui s'appelle Auguste Dupin, pouvant réconcilier la phonétique et l'esprit de déduction. Toutefois, Charensol, comme tous les autres, n'obtiendra pas d'aveu compromettant de la part d'un auteur qui passe vite au problème général de la création : « Le nom d'Arsène Lupin ? La création de ce personnage ? Je serais incapable de vous dire comment l'idée m'en est venue. Sans doute était-elle en moi, mais je l'ignorais […] En réalité, tout cela est né dans mon inconscient […] ».
Outre sa dette à l'égard de Poe, Maurice Leblanc ne donne que quelques indications très générales : « Les auteurs qui ont pu m'influencer sont plutôt ceux de mes lectures d'enfant : Fenimore Cooper, Assolant, Gaboriau, et plus tard, Balzac, dont le Vautrin m'a beaucoup frappé ».
Maurice Leblanc a également pu être influencé par les repris de justice qui se sont succédé à la une des journaux du temps. Marius Jacob (1879-1954), cambrioleur ingénieux doté d'un grand sens de l'humour et capable de grande générosité à l'égard de ses victimes, est cité par plusieurs auteurs, mais Leblanc a nié s'en être inspiré et la question reste ouverte chez les lupinologues. Pendant trois ans, Jacob — qui signait ses cambriolages du nom d'« Attila » — défraya la chronique avant d'être arrêté et condamné en mars 1905 aux travaux forcés à perpétuité pour être l'auteur de cent-six vols qualifiés, dans un grand retentissement médiatique.
Une autre possible inspiration fut Georges Ostrowski, célèbre rat d'hôtel de la Belle Époque. Il volait les riches touristes dans les hôtels qui émergeaient à cette époque. Il était vu comme insaisissable et traqué par toutes les polices d'Europe. La presse se faisait le relais de ses larcins, ce qui a pu inspirer la création du personnage d'Arsène Lupin.
Bien que possédant plusieurs traits communs avec Arsène Lupin, Marius Jacob et Georges Ostrowski n'étaient pas les seuls bandits à étonner la presse par leurs prouesses. Il semble que Maurice Leblanc ait puisé dans les faits divers de son temps l'inspiration de son personnage et de ses intrigues. À cet égard, Arsène Lupin apparaît avant tout comme une création littéraire visiblement bien ancrée dans son époque, à l'instar du cambrioleur anglais Arthur J. Raffles créé en 1898 par Ernest William Hornung, dont les premières aventures paraissent en France également en 1905.

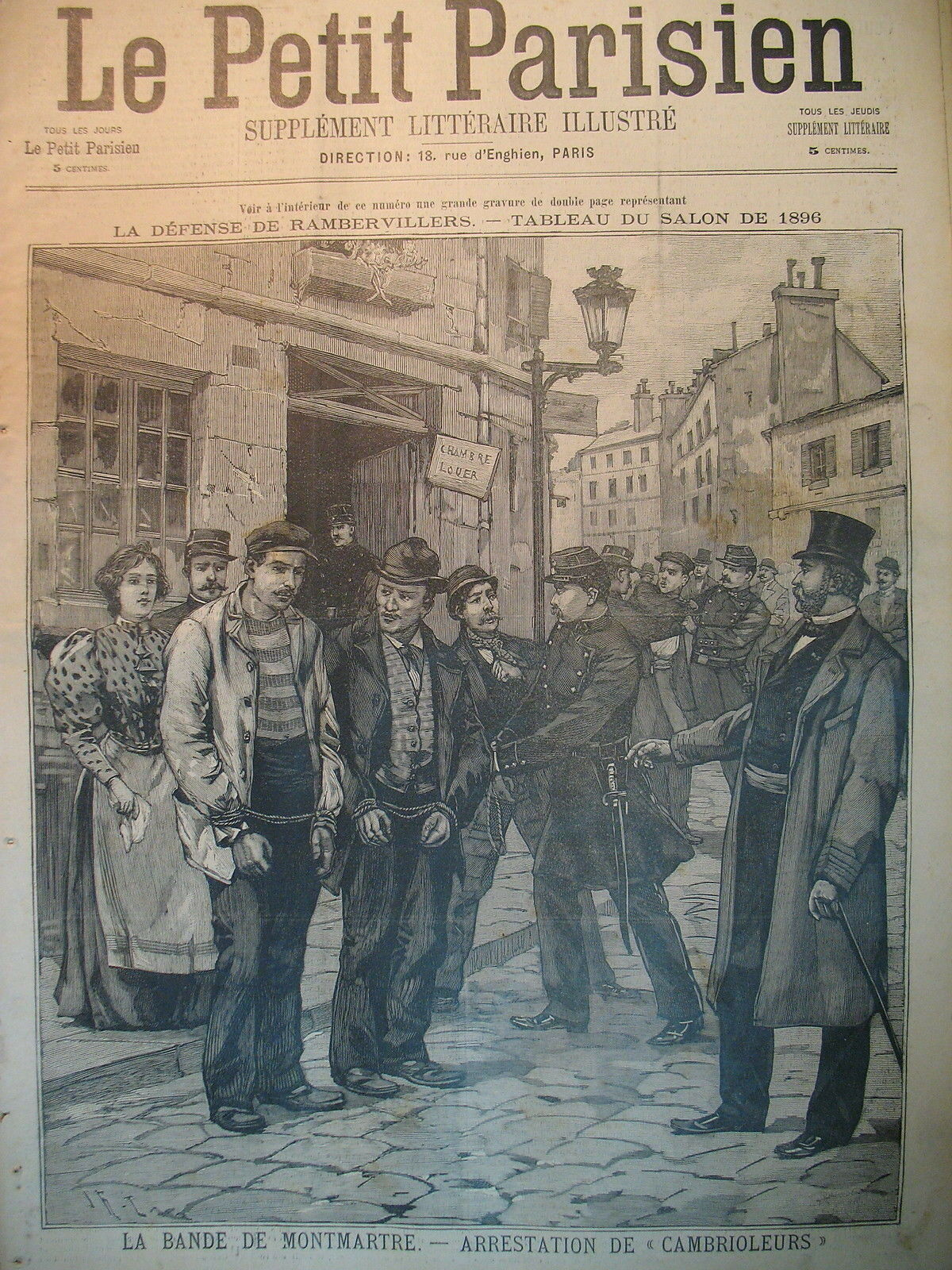
Arrestation des cambrioleurs de la « bande de Montmartre », Supplément littéraire illustré du Petit Parisien, 1896.
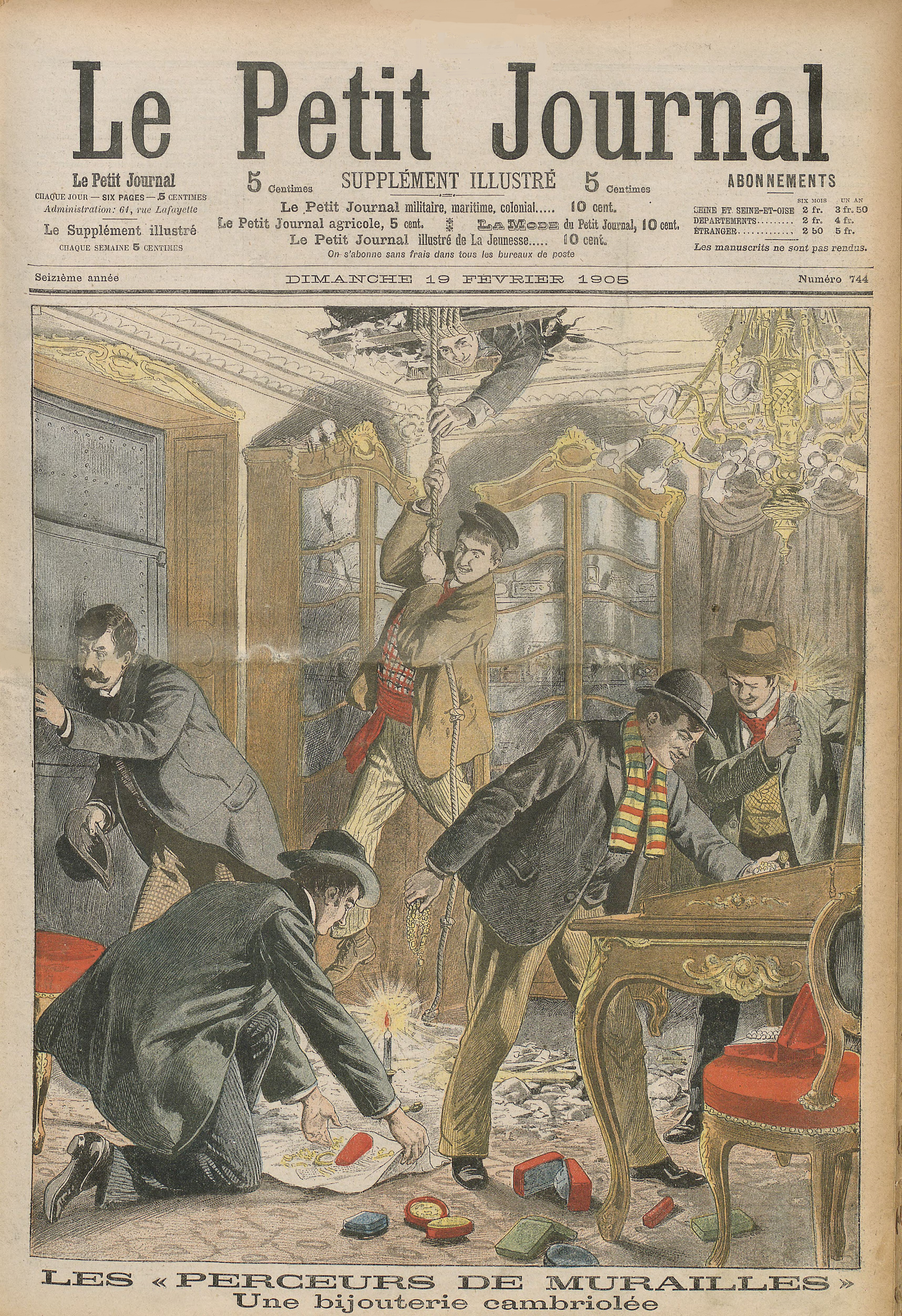
Des perceurs de murailles vus par Le Petit Journal, 19 février 1905.
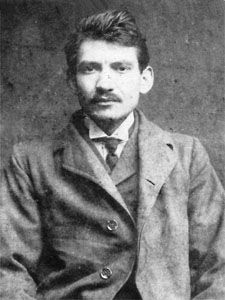
Marius Jacob après son arrestation.
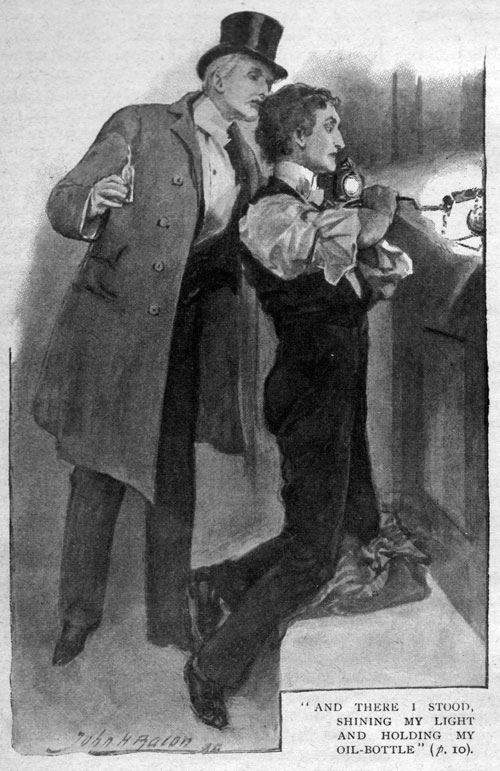
Le gentleman cambrioleur A. J. Raffles (à droite), illustration de John Bacon, juin 1898.

#### À propos du nom

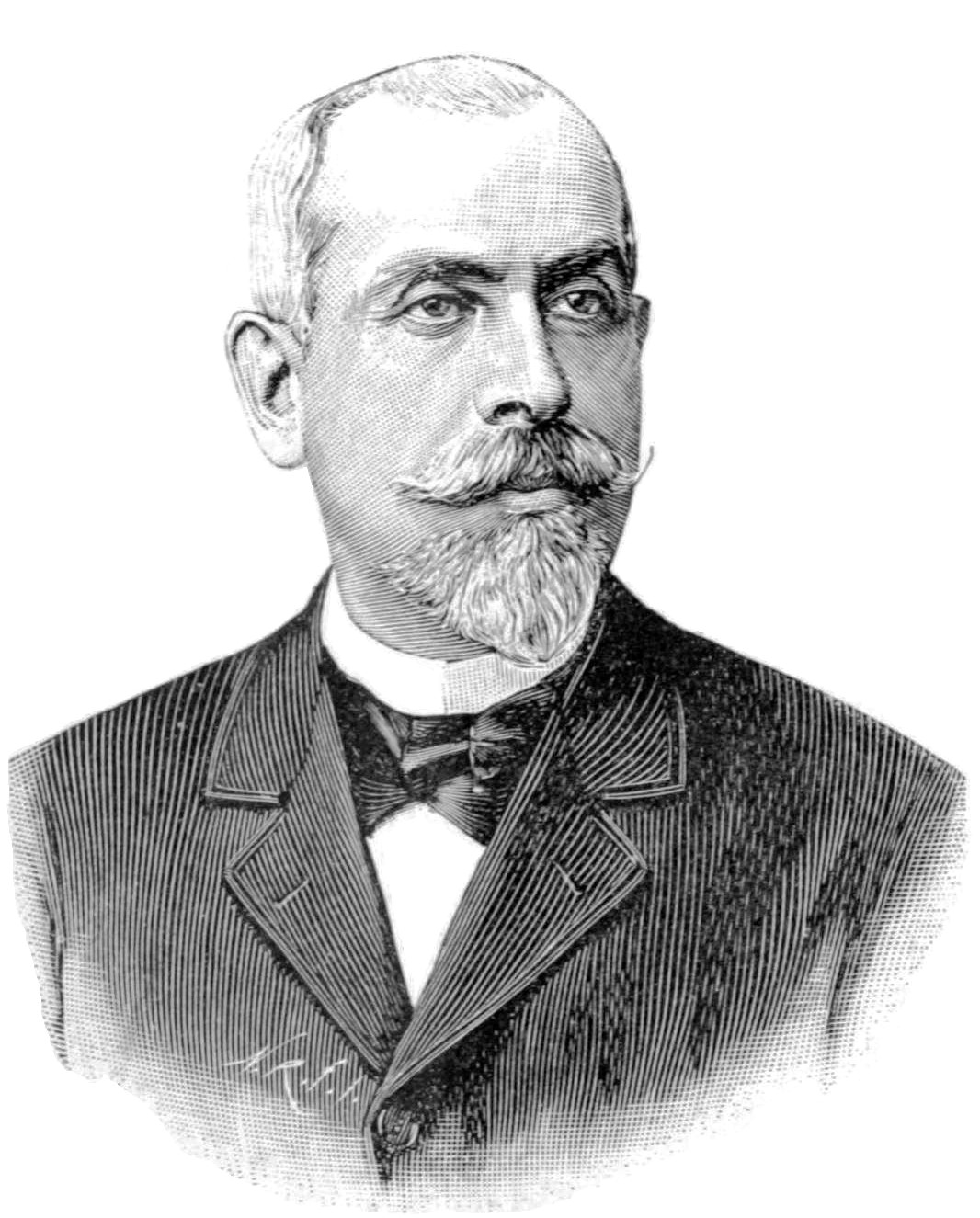
Arsène Lopin (1844-1926), conseiller municipal du quartier du Gros-Caillou.

Lors de la première représentation de la pièce de théâtre Arsène Lupin en 1908, le journaliste Gaston de Pawlowski émet l'hypothèse que le nom du cambrioleur aurait été inconsciemment influencé par celui d'un ancien conseiller municipal de Paris : Arsène Lopin (d). Cette hypothèse est confirmée par Maurice Leblanc en 1933, lorsqu'il déclare avoir déformé le nom de l'ancien conseiller municipal de Paris avant de s'être lancé dans l'écriture de la nouvelle L'Arrestation d'Arsène Lupin.

### Genre narratif

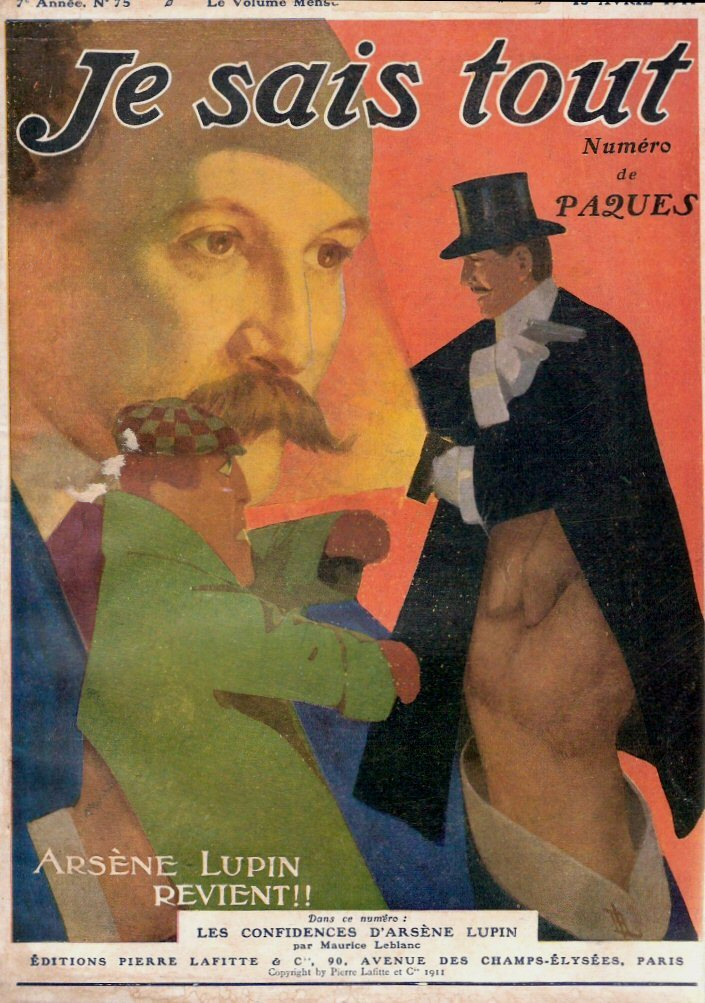
Maurice Leblanc manipule une marionnette à l'effigie d'Arsène Lupin.
Couverture illustrée du périodique Je sais tout no 75 publiant Les Confidences d'Arsène Lupin (15 avril 1911).

Le journal Je sais tout fait quotidiennement paraître les premières aventures d'Arsène Lupin à partir de 1905. Leur auteur, Maurice Leblanc, n'est pourtant nullement influencé par les romanciers populaires contemporains, tels que Jules Verne, Michel Zévaco, Eugène Sue, qu'il considérait avec un certain mépris. Le style de ses premiers récits n'a d'ailleurs rien de populaire et est, au contraire, extrêmement littéraire : à la différence des feuilletonistes connus pour écrire au jour le jour, Maurice Leblanc remettait au journal un manuscrit terminé et retravaillé. En s'apparentant à la fois au genre du roman policier et à celui du roman d'aventures, les premières nouvelles d'Arsène Lupin s'adressent au lectorat de Je sais tout, essentiellement un public de la petite bourgeoisie, qui cherche à se démarquer du peuple amateur de romans-feuilletons.
Avec la série des Arsène Lupin, Maurice Leblanc expérimente de nombreuses formes narratives de littérature : tout d'abord, il entreprend les aventures de Lupin avec le principe de la suite directe, puis il se contente de mentionner dans ses récits de simples repères chronologiques qui permettent aux lecteurs de situer l'action, et, en parallèle, Maurice Leblanc utilise une formule inédite en France : le récit sériel, dans lequel le héros s'affranchit de toute unité chronologique, garantissant à l'auteur la plus grande liberté narrative.
Par ailleurs, Maurice Leblanc aborde la question du point de vue romanesque de manière variée ; le lecteur est ainsi invité à suivre tantôt la démarche du détective, tantôt celle du confident ou encore celle d'un personnage secondaire. La voix narrative change également, passant du narrateur omniscient à un je intradiégétique. Cependant, la réelle nouveauté qu'il introduit, réside dans l'intrigue policière dont le nom du coupable est connu d'avance : le coupable, c'est Arsène Lupin. La plupart des romans policiers fonctionnent sur le mode inverse : l'intérêt du roman tient dans la recherche du coupable. C'est la raison de l'évolution du personnage : il n'est plus uniquement le cambrioleur, mais devient également détective, le défenseur de la veuve et de l'orphelin. Par ailleurs, cette évolution correspond aussi au changement de mentalité de l'entre-deux-guerres. Ainsi, le ton populaire qu'adopte Maurice Leblanc apparaît moins dans le style que dans les thèmes qu'il décline au fil des aventures de son héros : les pauvres orphelines à protéger, les souterrains secrets, les égouts dont on reste prisonnier.
En outre, à travers les aventures d'Arsène Lupin, Maurice Leblanc a popularisé le genre littéraire du « polar ésotérique ». En effet, l'une des spécificités de son œuvre tient à l'intérêt qu'entretient Lupin pour le passé historique et légendaire. Il se passionne pour les énigmes historiques, mais également géographiques, à l'instar de l'énigme de la dalle des rois de Bohême, dont il résout le mystère en devinant la provenance du rocher. À travers son œuvre lupinienne, Maurice Leblanc conçoit le territoire de la Seine-Inférieure, et principalement le pays de Caux, comme une gigantesque carte au trésor, que son héros s'emploie à déchiffrer.

### Succès littéraire

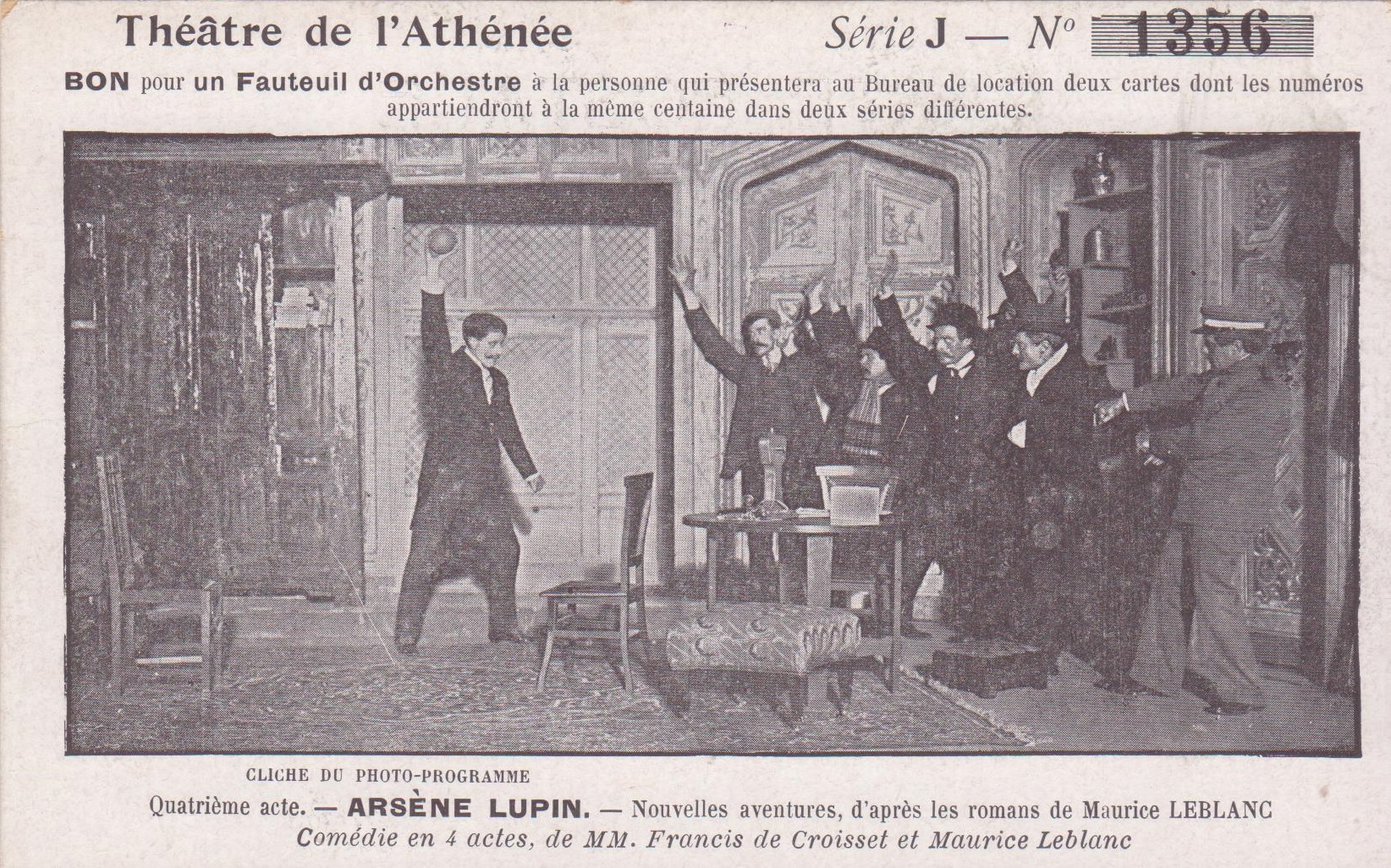
Scène de la pièce Arsène Lupin à l'Athénée, 1908.
Lupin : Vous connaissez ça, les enfants ?… Une bombe !

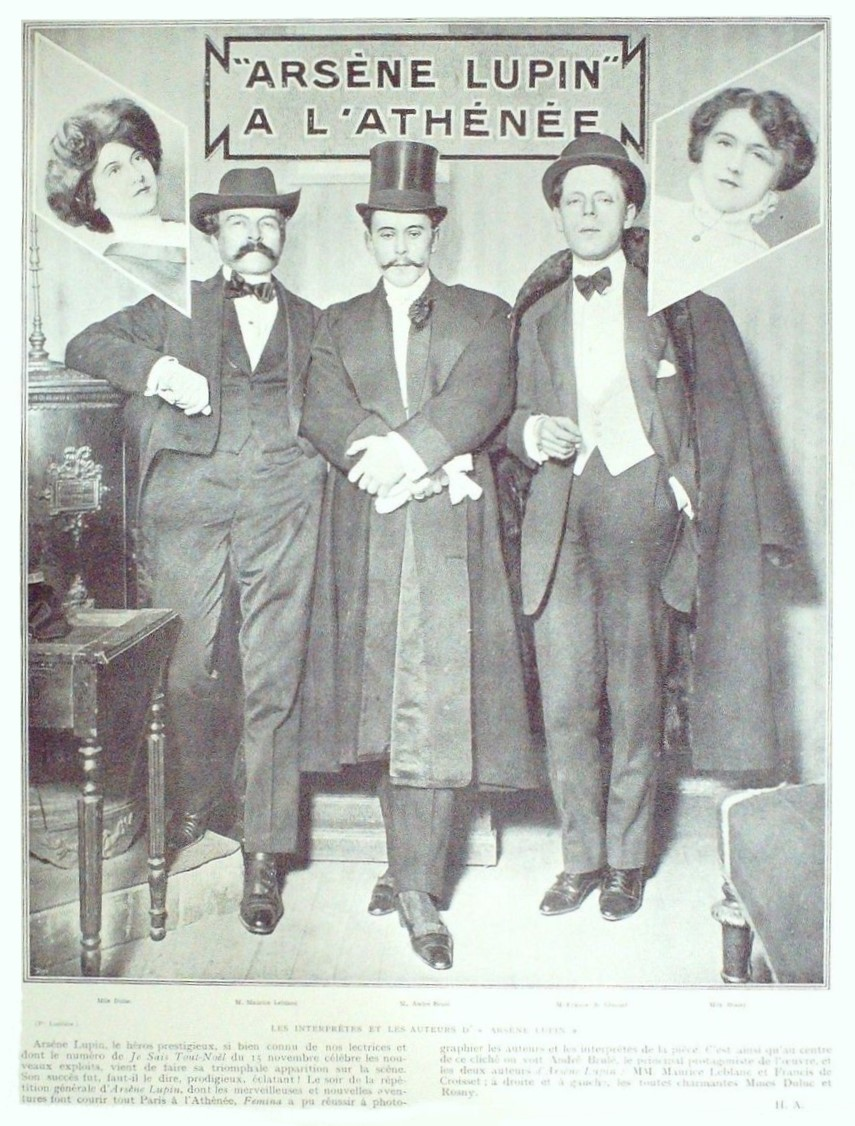
Interprète d'Arsène Lupin, l'acteur André Brulé est encadré par les auteurs de la pièce de théâtre : Maurice Leblanc (à gauche) et Francis de Croisset (à droite). Photographie publiée dans le magazine Femina, no 188, novembre 1908.

Maurice Leblanc a écrit la nouvelle L'Arrestation d'Arsène Lupin à la demande de Pierre Lafitte, en 1905, sans prévoir de nouvelles aventures pour son héros : la nouvelle se termine sur l'arrestation du voleur. Le succès de son héros le pousse à prolonger ses aventures. C'est cependant la pièce de théâtre écrite en collaboration avec Francis de Croisset et jouée en 1908 à l'Athénée à guichets fermés qui va démultiplier le succès d'Arsène Lupin et le rendre populaire auprès de tous les publics,.
Rapidement, sa notoriété va franchir les frontières de la France grâce à l'adaptation de la pièce de théâtre produite à Broadway, avec près de cent cinquante représentations entre août 1909 et janvier 1910.
La publication du roman-feuilleton 813 en 1910 en première page de la revue Le Journal installe définitivement la popularité du héros. Désormais agacé par sa créature, Maurice Leblanc tentera de tuer Arsène Lupin à de nombreuses reprises, puis sous la pression populaire, il le fera renaître,,.
En 1917, le rachat des éditions Lafitte par Hachette permet d'étendre la distribution des aventures d'Arsène Lupin, faisant véritablement de Maurice Leblanc un auteur à succès, et notamment à l'étranger où ses livres sont de plus en plus traduits et adaptés au cinéma. Ainsi, en 1923, alors même qu'une adaptation japonaise sort au cinéma en France, il doit soutenir en Hollande un procès contre un éditeur qui publie des traductions en néerlandais des aventures d'Arsène Lupin.
Dans les années 1920, bien qu'il ait accepté de devenir un romancier d'aventures, Maurice Leblanc cherche toujours à s'émanciper de son héros à succès. Cependant, les romans publiés avec un nouveau héros rencontrent un succès moindre, si bien que l'écrivain transforme à l'occasion certains de ses récits en aventures inédites d'Arsène Lupin. Ainsi, en 1923, il consent à introduire de façon anecdotique, le gentleman cambrioleur lors de la réédition de L'Éclat d'obus ; dans les années 1927-1928, Leblanc se résout à transformer, en cours d'écriture, le détective Jim Barnett en avatar de Lupin.
La parution des aventures d'Arsène Lupin au Livre de poche au début des années 1960 a permis de donner une nouvelle vigueur à son succès après un passage à vide à la Libération.
Dans les années 2000, sa popularité ne se cantonne pas uniquement à la France, puisque, parmi les touristes qui visitent le site d'Étretat, beaucoup de « lupinophiles » issus de toute l'Europe, du Brésil et même du Japon refont les trajets du gentleman cambrioleur.

## Héritage

### Dans l'imaginaire
| Monocle · Chapeau haut-de-forme |

Arsène Lupin personnifie la France de la Belle Époque. Il reste indissociable de son chapeau haut-de-forme, son monocle et sa canne à pommeau plus de cent ans après sa création.

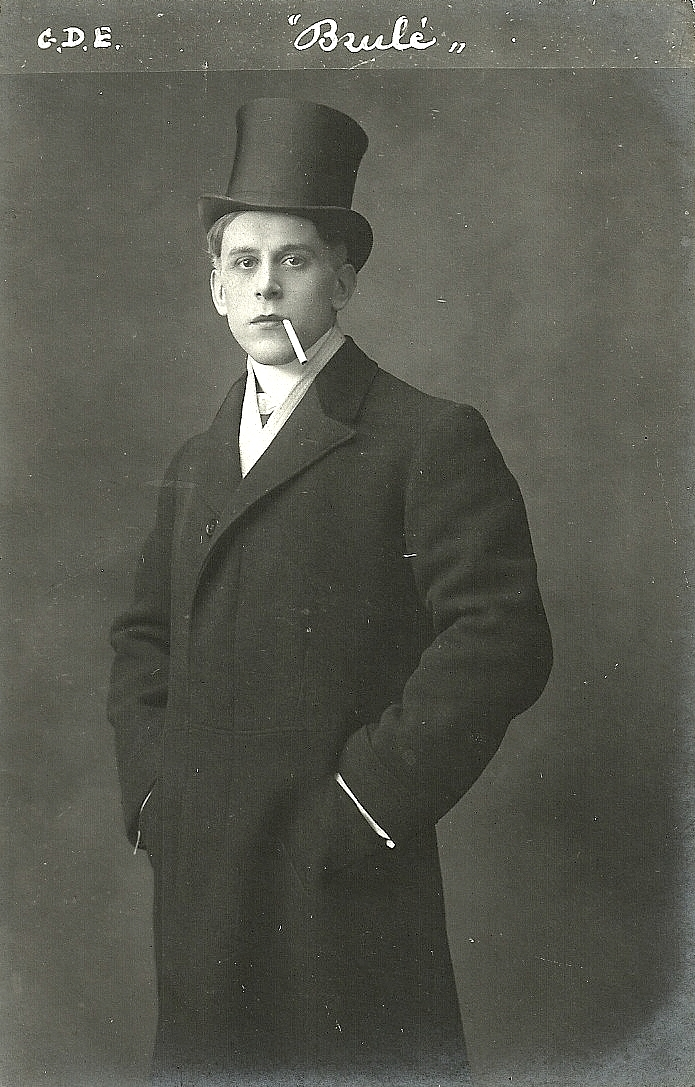
L'acteur André Brulé.

Les accessoires vestimentaires caractérisant Lupin n'ont pas été décrits expressément par Maurice Leblanc, mais peints par Léo Fontan. Entre 1906 et 1908, cet artiste vend à forfait à l'éditeur Pierre Lafitte sept illustrations portraiturant le gentleman cambrioleur. Outre une photographie de l'acteur André Brulé interprétant Lupin avec un haut-de-forme, Léo Fontan s'inspire de ses propres traits pour figurer le monte-en-l'air comme un dandy symbolisant la grande vie, aux « cheveux lissés et séparés d'une raie médiane ainsi que les manchettes, le front et le regard malicieux ». Parues en couverture des brochures publiées par Lafitte, puis reproduites dans certaines rééditions plus récentes, les représentations de Lupin par Léo Fontan demeurent mémorables aux yeux de nombreux lecteurs. Après la Première Guerre mondiale, un autre artiste figure également le couvre-chef et le monocle dans de nouvelles illustrations où le héros de Maurice Leblanc arbore « un visage plus enveloppé ».
Umberto Eco résume l'impression qu'Arsène Lupin exerce dans la mémoire collective :

« Image traditionnelle du grand seigneur en frac et haut-de-forme, monocle et gants blancs, qui, avec des gestes presque imperceptibles, escamote ici un diamant, là un inestimable collier de perles, là encore une émeraude maudite, le reste n'étant que fêtes, bals, baisemains, portes à tambour des Grands Hôtels. […] Lupin est […] un chef de bande qui soudoie des gibiers de potence et, s'il le désire, dévalise un château de fond en comble en l'espace d'une nuit. »

— Umberto Eco, De Superman au surhomme
À bien des égards, Arsène Lupin apparaît comme un héros éminemment français, un des derniers héros d'aventures incarnant une attitude chevaleresque, à l'instar de ses prédécesseurs d'Artagnan, Gavroche, Cartouche ou Rocambole. Maurice Leblanc attribue à son héros les vertus françaises, qui tiennent, selon lui, en grande partie à la gaieté, à l'art de la repartie et de la théâtralité. Ainsi, en volant, avant tout, par goût de l'éclat, Arsène Lupin apparaît comme un des émissaires du panache à la française, une figure du bandit romantique qui fascine le peuple,.

### Postérité dans le pays de Caux
En 1918, Maurice Leblanc achète une maison dans la commune d'Étretat. C'est dans cette demeure — nommée « Le Clos Lupin » — qu'il écrit une grande partie des aventures d'Arsène Lupin. Lorsque éclate la Seconde Guerre mondiale, l'écrivain s'exile à Perpignan où il meurt deux ans plus tard. Rachetée en 1998 par sa petite-fille, cette demeure est transformée l'année suivante en musée consacré au gentleman cambrioleur, dans lequel elle imagine un itinéraire scénographique à travers la maison. La visite audio, guidée par la voix de Georges Descrières, Arsène Lupin du petit écran, permet d'explorer les souvenirs, confidences, images et témoignages de Maurice Leblanc et de son héros.
Maurice Leblanc était très attaché à la région normande, si bien qu'il donne pour cadre géographique à de nombreuses aventures de Lupin, le pays de Caux : Étretat, Jumièges, Tancarville… Ainsi, le site d'Étretat, et plus précisément son pic de pierre, ont été popularisés par l'aventure de l'Aiguille creuse jusqu'à rendre cette aiguille inséparable du gentleman cambrioleur, du moins dans l'imaginaire collectif. Ce lieu unique de Normandie a, en effet, pris une dimension épique et romanesque depuis que Maurice Leblanc a raconté qu'elle renferme le légendaire trésor que les rois de France se transmettaient depuis Jules César et dont Arsène Lupin s'est rendu maître.
Enfin, la bibliothèque municipale de Biville-sur-Mer, située également dans le pays de Caux, a d'ailleurs été dénommée Arsène Lupin en hommage au héros de Maurice Leblanc.

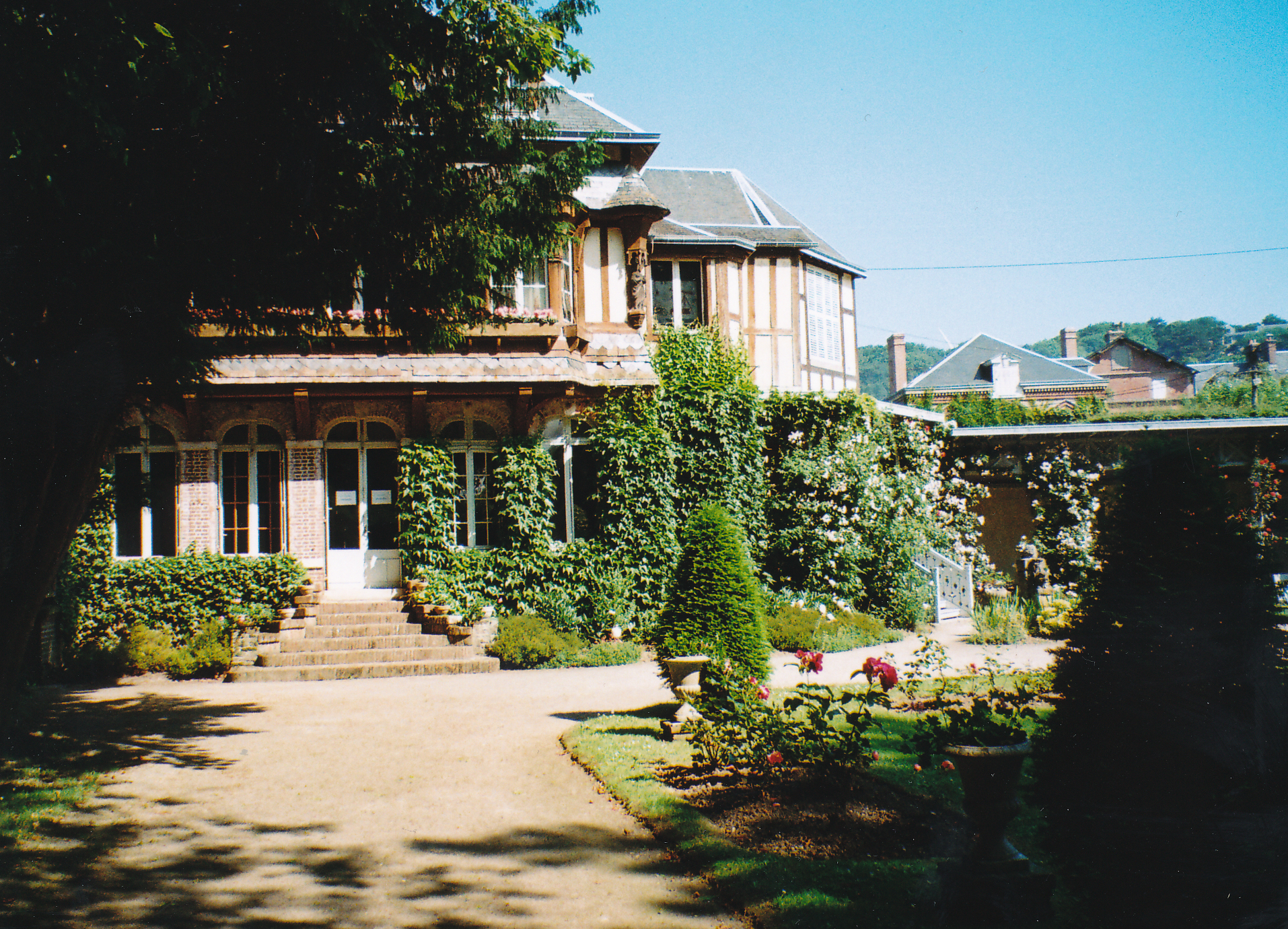
Le clos Lupin.
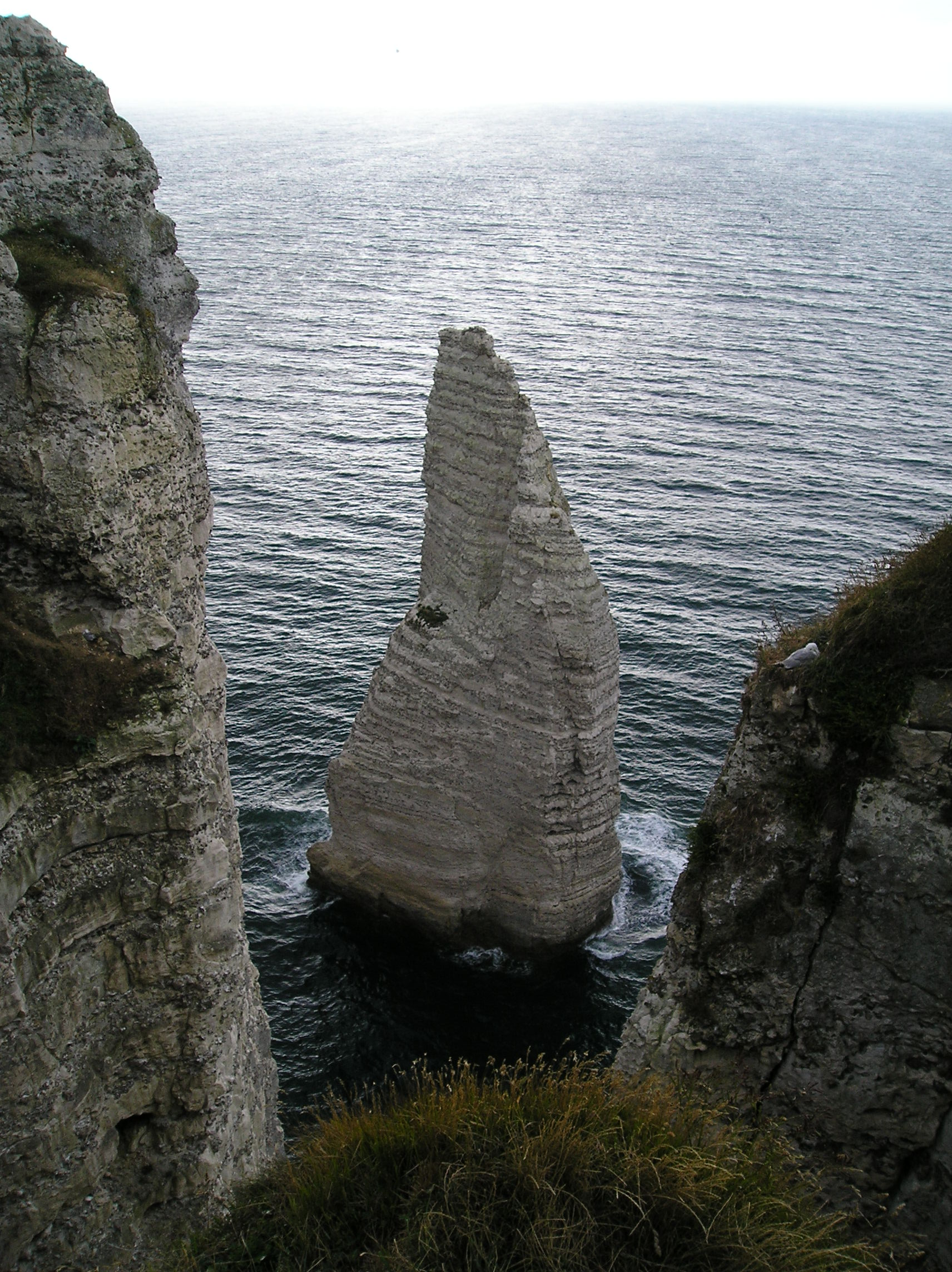
L'aiguille d'Étretat vue du haut de la falaise d'Aval.
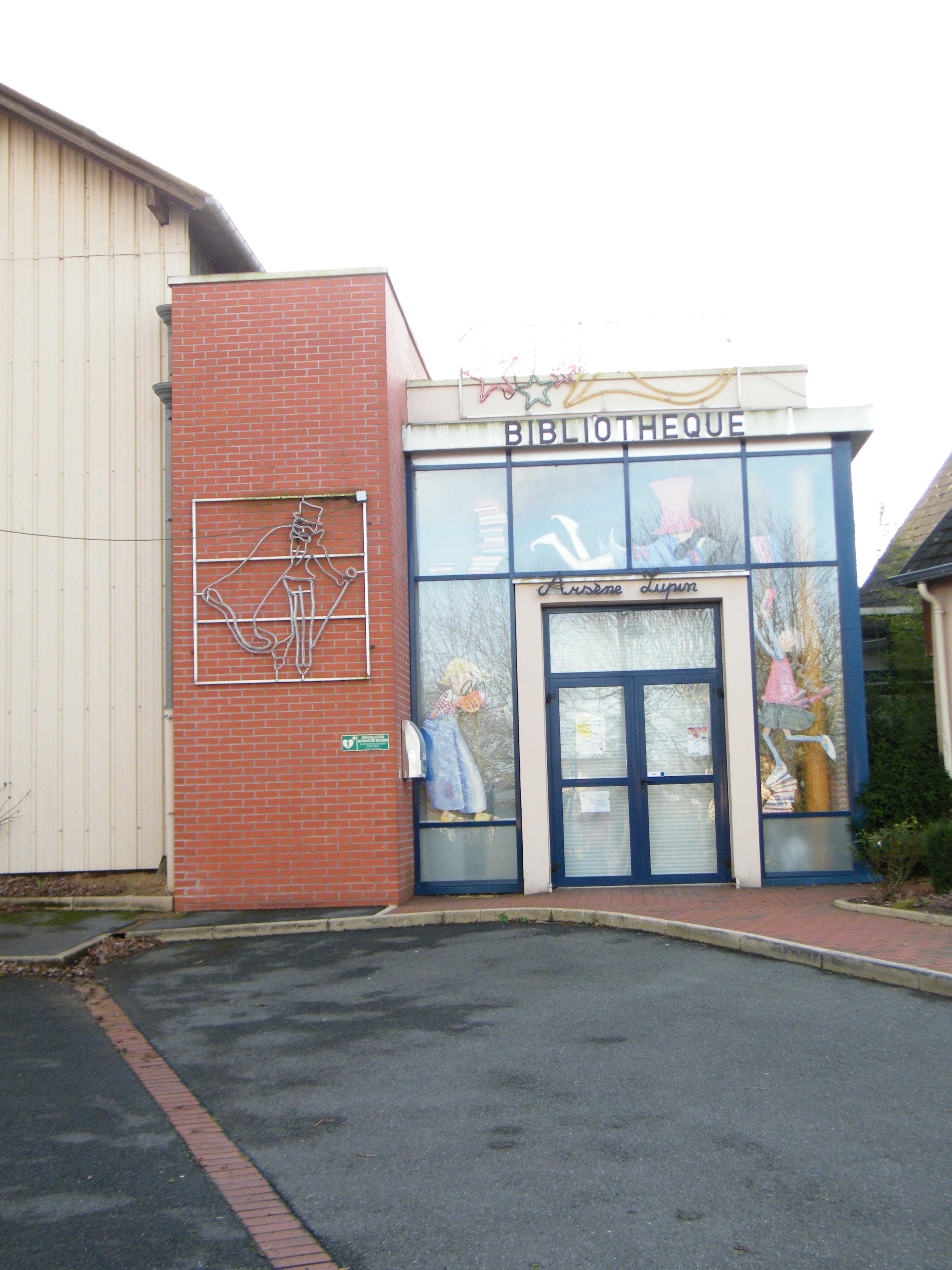
Bibliothèque Arsène-Lupin de Biville-sur-Mer.

### Lupinologie

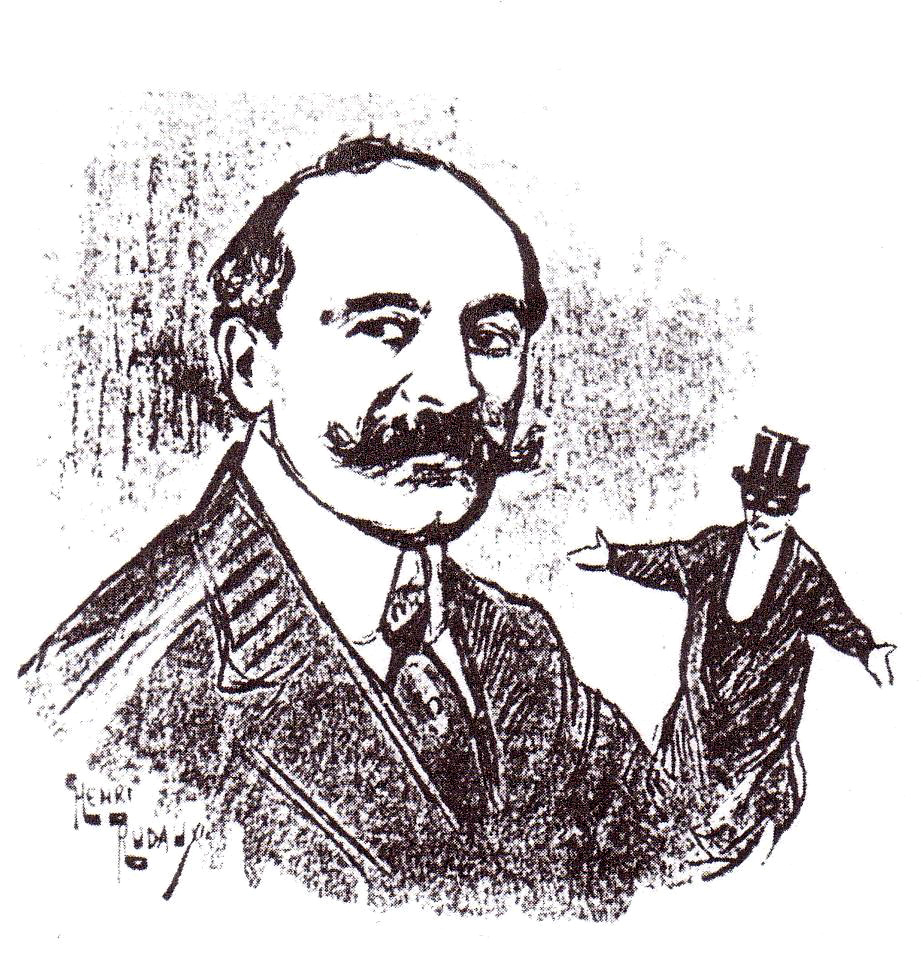
Maurice Leblanc tenant une marionnette d'Arsène Lupin.
Caricature publiée dans l'album de la Revue des opinions, 1914.

Dans ses romans, Maurice Leblanc se présente comme un biographe et rapporte les conversations qu'il entretient avec Arsène Lupin. Ainsi, le gentleman cambrioleur passe rapidement du statut de héros de fiction à celui de figure historique. Cette ambiguïté apparaît lorsque Leblanc se laisse photographier en avril 1936 aux côtés du célèbre cambrioleur par le magazine TSF Programme no 292 ou bien quand il participe à des émissions radiophoniques quotidiennes en 1939 en se faisant accompagner par un acteur jouant le rôle d'Arsène Lupin. Ainsi, Maurice Leblanc utilise divers procédés qui tendent à brouiller les limites entre réalité et fiction : transposition de faits divers dans ses récits, métamorphose du romancier en confident-historiographe, transfictionnalité…
À l'instar de Sherlock Holmes, le personnage d'Arsène Lupin a fait l'objet d'un canular littéraire qui perdure jusqu'à aujourd'hui : en étant présenté comme un personnage historique, il a eu le droit à ses biographes et au développement d'une science nouvelle, la « lupinologie ». L'objectif de cette discipline est de retracer la vie du cambrioleur en expliquant notamment les contradictions dans l'œuvre de Maurice Leblanc. Parmi les précurseurs de cette discipline, la Société des études lupiniennes se forma dans les années 1960 avec pour objectif d'explorer le mythe Arsène Lupin. Cette association, qui apparaît comme une émanation du Collège de 'Pataphysique, publia ses travaux dans une revue appelée Gazette des études lupiniennes (quatre numéros de 1965-1966), puis dans la Revue des études lupiniennes (cinq numéros de 1967-1970). Si l'humour et la parodie étaient omniprésents dans ces revues, les auteurs firent néanmoins preuve d'une volonté d'appliquer rigoureusement un examen sérieux à un sujet situé en dehors du champ scientifique académique.
Au-delà des biographes officieux d'Arsène Lupin, une association littéraire — l'Association des amis d'Arsène Lupin (A.A.A.L.) — a vu le jour en 1985. Elle a été fondée à l'initiative du philosophe et essayiste François George avec l'objectif de réunir les amateurs de l'œuvre littéraire de Maurice Leblanc. Parmi les membres les plus connus de l'A.A.A.L. : les comédiens Georges Descrières, Bernard Lavalette et Jean-Claude Brialy. Outre son rôle d'organisation de manifestations et conférences visant à diffuser la pensée et les actions d'Arsène Lupin, l'association édite également depuis 1986 une revue spécialisée dans les recherches sur la vie du cambrioleur : l'Aiguille Preuve.
Par ailleurs, entre 2006 et 2019, un Prix Arsène Lupin de la littérature policière distinguait chaque année un roman policier qui combinait humour et énigme policière. Ce prix était remis annuellement lors d'une cérémonie d'abord au Clos Lupin, puis dans les locaux de la Monnaie de Paris.

## Aventures d'Arsène Lupin

### Œuvres de Maurice Leblanc

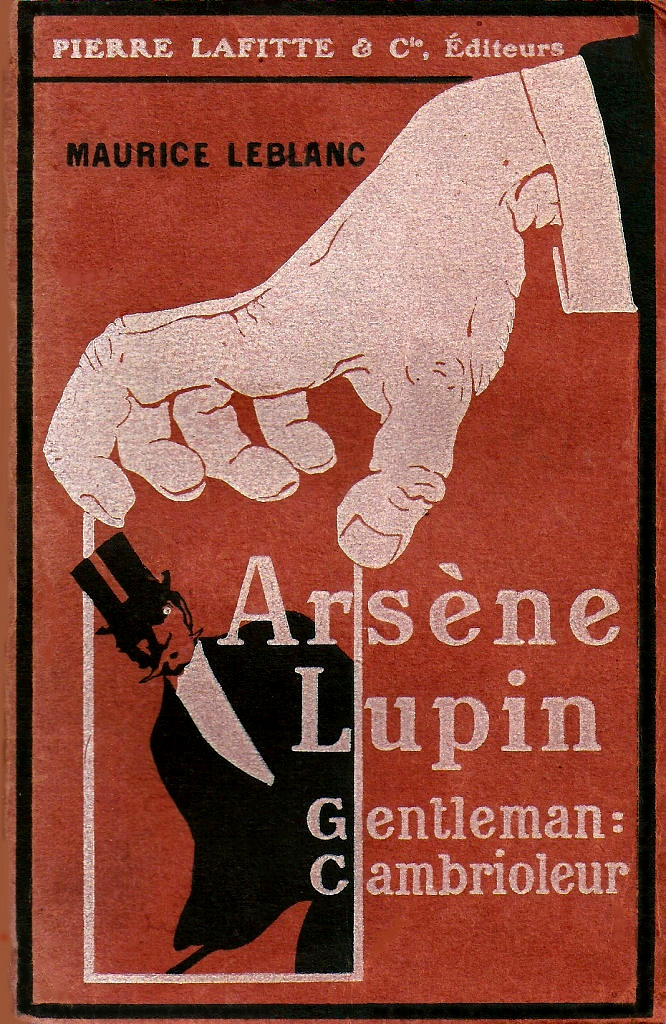
Arsène Lupin, gentleman-cambrioleur, illustration d'Henri Goussé pour la couverture de l'édition Pierre Lafitte de 1907.

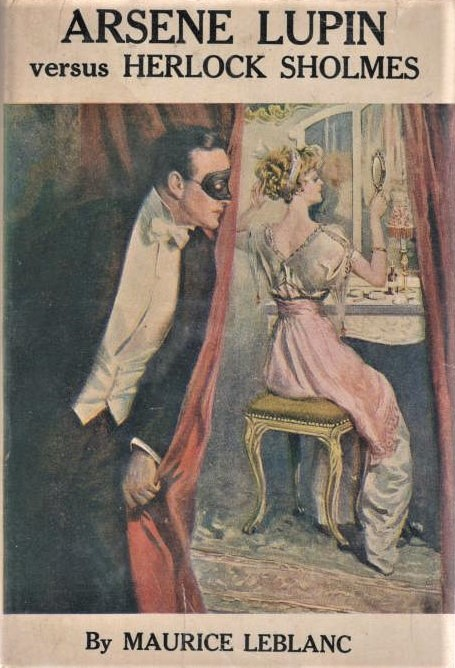
Arsene Lupin versus Herlock Sholmes.
Illustration de George Morehead pour la couverture d'une édition américaine, 1910.

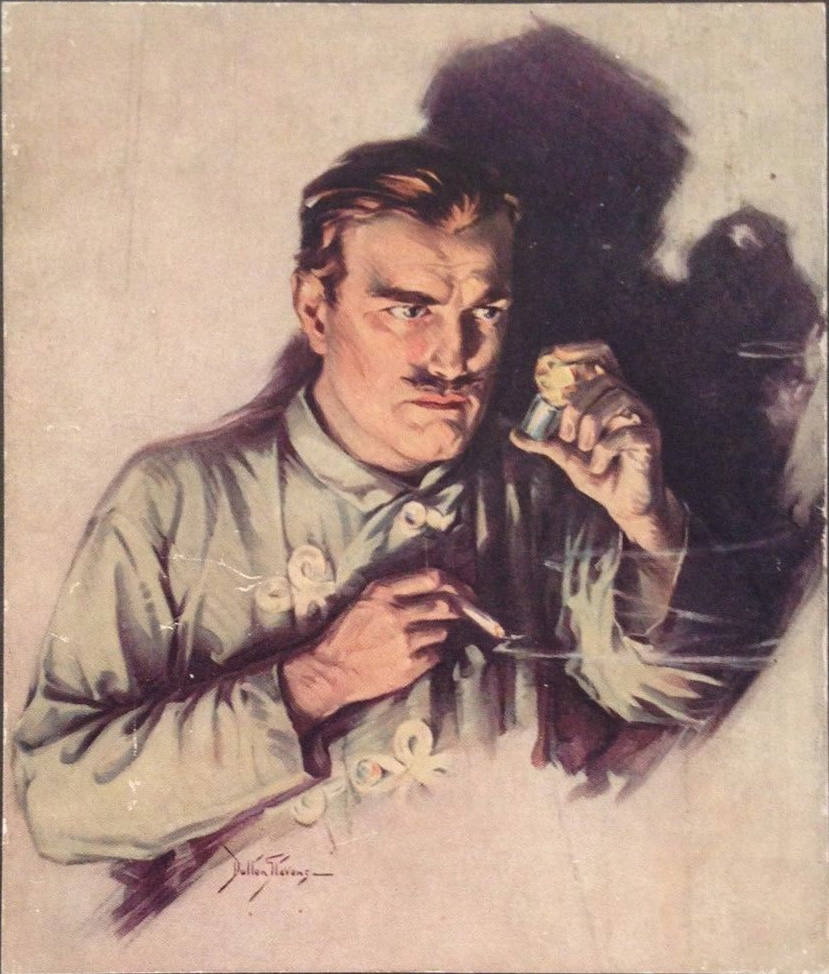
Arsène Lupin dans Le Bouchon de cristal.
Illustration de Dalton Stevens pour la couverture de la première édition américaine du roman (The Crystal Stopper, 1913).

La « série » d'ouvrages originaux écrits par Maurice Leblanc comprend dix-huit romans, trente-neuf nouvelles et cinq pièces de théâtre, écrits de 1905 à 1941. Ces œuvres, qui mettent en scène — parfois furtivement — Arsène Lupin, forment le canon lupinien.

#### Romans et nouvelles
Ce canon, définitivement fixé en 2012 avec la parution d'un texte original découvert tardivement, a également évolué avec des remaniements dans les récits par Leblanc pour y introduire le personnage d'Arsène Lupin. Ainsi, L'Éclat d'obus paru en 1915, ne fait mention du gentleman cambrioleur que dans une deuxième version en 1923, afin de faire rentrer ce roman dans la lucrative collection des « Aventures extraordinaires d'Arsène Lupin » des éditions Pierre Lafitte. De la même manière, la nouvelle Le Pardessus d'Arsène Lupin est une adaptation, pour le lectorat américain, de la nouvelle La Dent d'Hercule Petitgris (1924), dans laquelle Maurice Leblanc a remplacé le personnage principal par Lupin. Enfin, le roman Dorothée danseuse de corde est aussi inclus dans ce canon lupinien malgré l'absence du cambrioleur, dans la mesure où l'héroïne découvre l'un des secrets de Cagliostro.
- Arsène Lupin, gentleman-cambrioleur, 1907Recueil de neuf nouvelles publiées initialement dans la revue mensuelle Je sais tout de juillet 1905 à mai 1907.
- Arsène Lupin contre Herlock Sholmès, 1908Recueil de deux histoires publiées initialement dans la revue mensuelle Je sais tout de novembre 1906 à août 1907.
- L'Aiguille creuse, 1909Publié initialement dans la revue mensuelle Je sais tout de novembre 1908 à mai 1909.
- 813, 1910Publié initialement dans le quotidien Le Journal de mars à mai 1910. Ce roman légèrement remanié fut édité en juin 1910, puis réédité en deux volumes en 1917 sous les titres La Double Vie d'Arsène Lupin et Les Trois Crimes d'Arsène Lupin.
- Le Bouchon de cristal, 1912Publié initialement dans le quotidien Le Journal de septembre à novembre 1912.
- Les Confidences d'Arsène Lupin, 1913Recueil de neuf nouvelles publiées dans la revue mensuelle Je sais tout d'avril 1911 à février 1913.
- L'Homme à la peau de bique, 1927 ((en) A Tragedy in the Forest of Morgues, 1912)Cette nouvelle, inédite en France jusqu'en 1927, fut publiée dans l'édition américaine de 1912 du recueil de nouvelles Les Confidences d'Arsène Lupin
- Les Dents du tigre, 1921 ((en) The Teeth of the Tiger, 1914)Traduit en anglais par Alexander Teixeira de Mattos en 1914, la version originale française ne fut publiée en feuilleton dans le quotidien Le Journal qu'en 1920, puis en deux volumes en 1921 sous les titres Don Luis Perenna et Le Secret de Florence.
- L'Éclat d'obus, 1916Publié initialement dans le quotidien Le Journal de septembre à novembre 1915. Le personnage d'Arsène Lupin apparaît seulement dans la seconde édition remaniée de 1923.
- Le Triangle d'or, 1918Publié initialement dans le quotidien Le Journal de mai à juillet 1917.
- L'Île aux trente cercueils, 1919Publié initialement dans le quotidien Le Journal de juin à août 1919. Le roman fut édité en octobre 1919, puis réédité en deux volumes en 1922 sous les titres Véronique et La Pierre miraculeuse.
- Les Huit Coups de l'horloge, 1923Recueil de huit nouvelles publiées initialement dans le quotidien Excelsior de décembre 1922 à janvier 1923.
- Dorothée danseuse de corde, 1923Publié initialement dans le quotidien Le Journal de janvier à mars 1923. Lupin ne figure pas dans cette histoire mais l'héroïne est confrontée à un des quatre secrets de Cagliostro.
- La Comtesse de Cagliostro, 1924Publié initialement dans le quotidien Le Journal de décembre 1923 à janvier 1924.
- (en) The Overcoat of Arsène Lupin, 1926Nouvelle parue dans The Popular Magazine (en), dont la plus grande partie reprend la trame de La Dent d'Hercule Petitgris (1924), en y transposant le personnage d'Arsène Lupin. La version française paraît pour la première fois en 2016 sous le titre Le Pardessus d'Arsène Lupin.
- La Demoiselle aux yeux verts, 1927Publié initialement dans le quotidien Le Journal de décembre 1926 à janvier 1927.
- L'Agence Barnett et Cie, 1928Recueil de huit nouvelles.
- La Demeure mystérieuse, 1929Publié initialement dans le quotidien Le Journal de juin à juillet 1928.
- Le Pont qui s'effondre, 2017 ((en) The Bridge that Broke, 1929)Cette nouvelle, inédite en France jusqu'en 2017, fut publiée dans l'édition américaine de L'Agence Barnett et Cie.
- Le Cabochon d'émeraude, 1930Nouvelle publiée dans la revue bimensuelle Les Annales politiques et littéraires en novembre 1930.
- La Barre-y-va, 1931Publié initialement dans le quotidien Le Journal d'août à septembre 1930.
- La Femme aux deux sourires, 1933Publié initialement dans le quotidien Le Journal de juillet à août 1932.
- Victor, de la Brigade mondaine, 1933Publié initialement dans le quotidien Paris-Soir de juin à juillet 1933.
- La Cagliostro se venge, 1935Publié initialement dans le quotidien Le Journal de juillet à août 1934.
- Les Milliards d'Arsène Lupin, 1941Publié initialement en feuilleton dans le quotidien L'Auto de janvier à février 1939.
- Le Dernier Amour d'Arsène Lupin, 2012Édition posthume d'un texte original resté à l'état de brouillon.

#### Pièces de théâtre

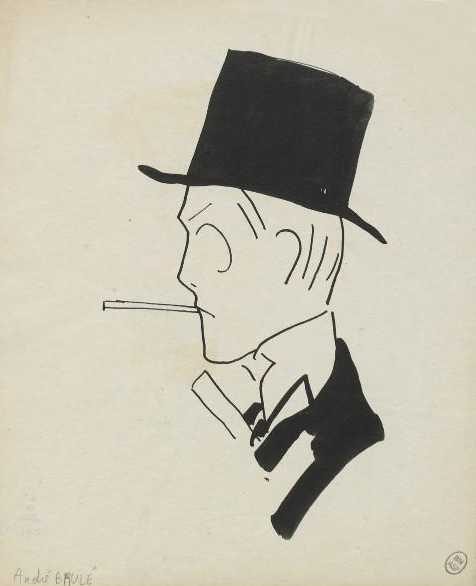
André Brulé, un des premiers interprètes d'Arsène Lupin au théâtre ; caricature de Charles Gir.

En 1908, alors qu'Arsène Lupin connaît aux États-Unis sa première adaptation au cinéma, en France, Maurice Leblanc garde sa préférence pour le théâtre, qu'il gratifie d'une aventure inédite, écrite en collaboration avec Francis de Croisset. Néanmoins, outre Le Retour d'Arsène Lupin qui est un acte tiré de la pièce de 1908 jamais joué, Maurice Leblanc n'a écrit que trois autres courtes comédies, plus proches de la saynète que véritablement de la pièce de théâtre.
En outre, il travaille en 1937 à adapter son roman L'Aiguille creuse avec Léopold Marchand pour en faire une pièce en quatre actes, sans que ce projet ne voie cependant le jour.
- Arsène Lupin, 1908Écrit avec Francis de Croisset. Texte paru en mai 1909 et novélisé en anglais par Edgar Jepson la même année.
- Une aventure d'Arsène Lupin, 1911
- Le Retour d'Arsène Lupin, 1920Écrit avec Francis de Croisset. Acte inédit de la pièce de 1908, texte paru dans le mensuel Je sais tout de septembre à octobre 1920.
- Un quart d'heure avec Arsène Lupin, 1932[186]
- Cette femme est à moi, 2015Cette pièce ne fut cependant jamais jouée.[187],[186].

### Adaptation des aventures d'Arsène Lupin

#### Pièces de théâtre
En 1909 à Barcelone, Victor Darlay et Henry de Gorsse présentent pour la première fois leur pièce de théâtre Arsène Lupin contre Herlock Sholmès, inspirée du roman homonyme. La pièce est reprise en France l'année suivante au théâtre du Châtelet à Paris.
À la suite de la popularité grandissante d'Arsène Lupin, une nouvelle pièce de théâtre autour du roman L'Aiguille creuse est créée par Heraclio Serrano Viteri et Enrique Grimau de Mauro. Elle est jouée en 1911 à Paris, puis l'année suivante à Madrid.
Si Arsène Lupin apparaît dans l'opérette Arsène Lupin banquier présentée aux Bouffes-Parisiens le 7 mai 1930 et la pièce radiophonique de Carlos Laronde, Peggy rencontre de nouveau Arsène Lupin, diffusée par Radio Cité le 27 mars 1936, il disparaît néanmoins des planches de théâtre pendant plusieurs décennies. Ce n'est qu'à la fin du XXe siècle, que le gentleman-cambrioleur y fait son retour. Tout d'abord, en 1996, dans une adaptation par Gilles Gleizes de l'Aiguille creuse, puis en 2007, la compagnie Les brigands reprend l'opérette Arsène Lupin banquier au Théâtre de l'Athénée, tandis que Delphine Piard adapte, en 2014, la pièce de 1908 au Théâtre Michel, au Festival off d'Avignon ainsi qu'en tournée en France.

#### Cinéma et télévision

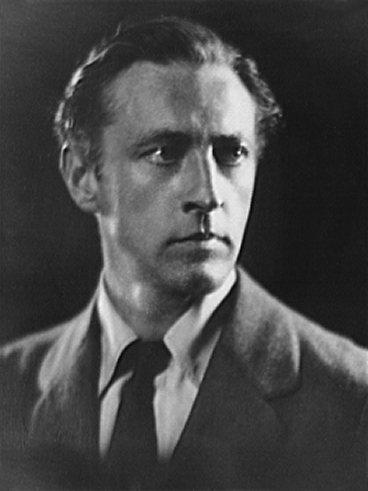
John Barrymore incarne Arsène Lupin en 1932 dans le film de Jack Conway.

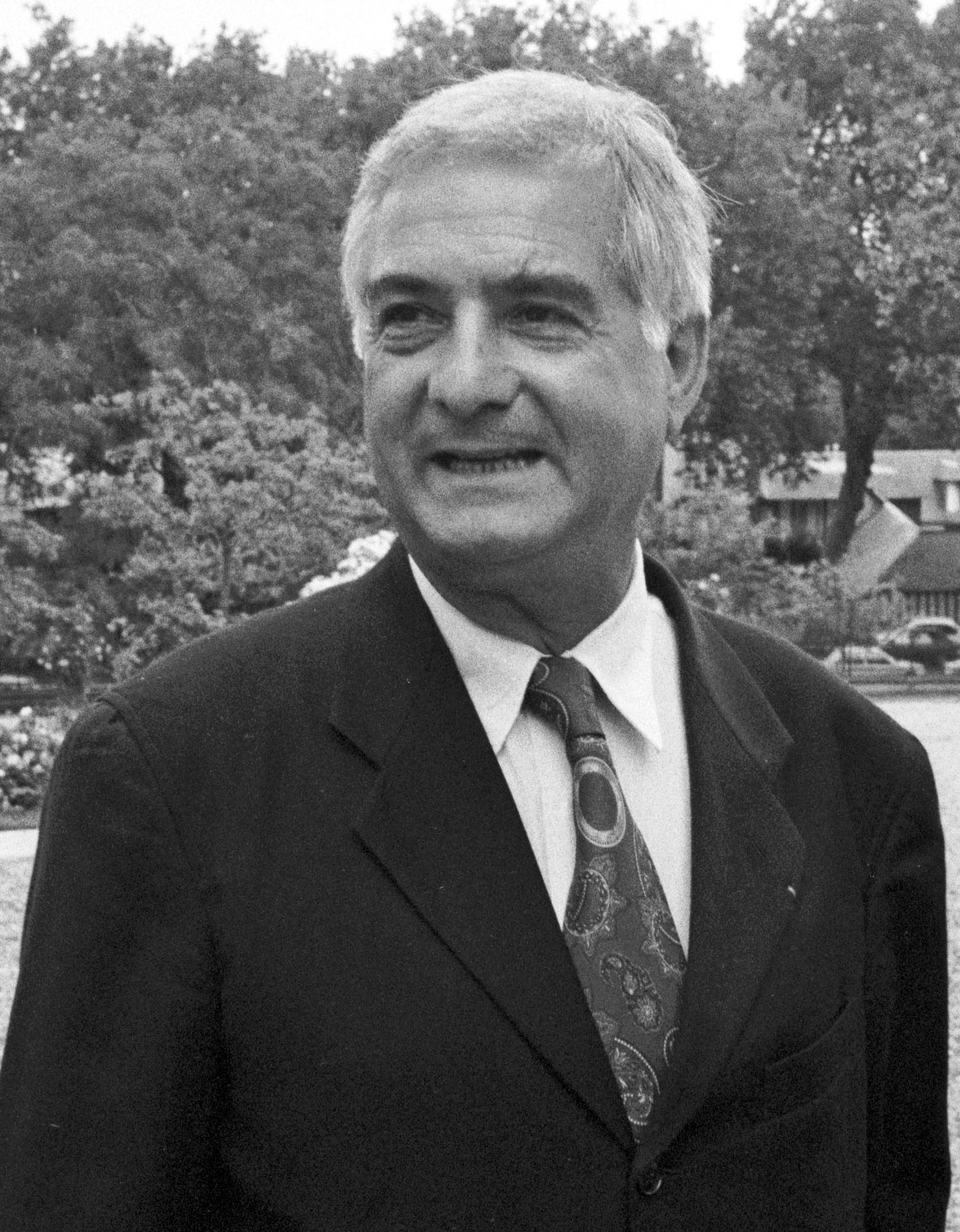
Après avoir joué un fils d'Arsène Lupin en 1962, Jean-Claude Brialy interprète le gentleman cambrioleur dans la série Arsène Lupin joue et perd en 1980.

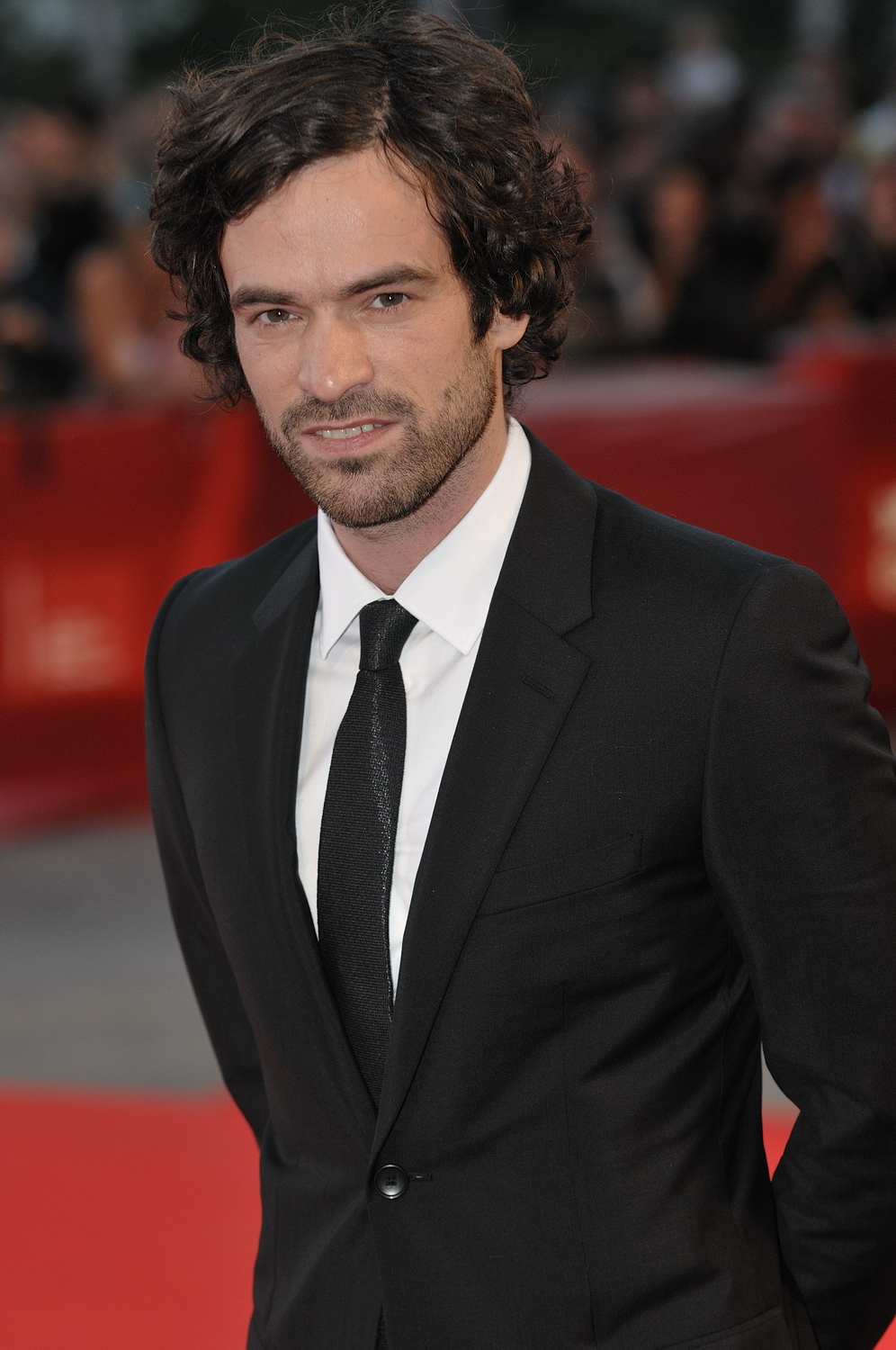
Romain Duris, avatar d'Arsène Lupin dans le film sorti en 2004.

Le personnage d'Arsène Lupin connaît rapidement une carrière internationale au cinéma. Ainsi, trois ans après la parution de sa première aventure, le cinéma américain adapte déjà ses aventures dans le court métrage The Gentleman Burglar réalisé par Edwin Stratton Porter. En Allemagne, Arsène Lupin affronte Sherlock Holmes en 1910 par Viggo Larsen ; en France, c'est le réalisateur Michel Carré qui adapte les aventures de Lupin en 1909, puis de nouveau en 1914 ; le gentleman cambrioleur apparaît ensuite en Angleterre en 1916, en Hongrie en 1921 puis au Japon en 1923.
Le premier long-métrage tiré des aventures d'Arsène Lupin sort aux États-Unis en 1919. Chester Withey réalise The Teeth of the Tiger à partir du roman Les Dents du tigre paru en 1914 aux États-Unis avec une intrigue néanmoins simplifiée.
Malgré le succès de l'adaptation de la pièce de théâtre de 1908 par Jack Conway en 1932, la société de production MGM, qui a acquis les droits des romans les plus vendus de Maurice Leblanc, ne les porte pas pour autant à l'écran, obligeant ses concurrents à se contenter des titres moins spectaculaires ou de scénarios originaux.
En 1937, une adaptation du recueil de nouvelles L'Agence Barnett et Cie sort sur les écrans, sous le titre Arsène Lupin détective, avec Jules Berry dans le rôle-titre.
En 1957, Robert Lamoureux interprète le gentleman cambrioleur dans la superproduction française Les Aventures d'Arsène Lupin, réalisée par Jacques Becker. Ce film est un succès en salles et entraîne une suite réalisée par Yves Robert deux ans plus tard, Signé Arsène Lupin, qui fait intervenir plusieurs personnages issus des romans de Leblanc : Isidore Beautrelet de L'Aiguille creuse, l'inspecteur Théodore Béchoux de L'Agence Barnett et Cie. Un troisième volet sort en 1962, Arsène Lupin contre Arsène Lupin d'Édouard Molinaro, qui met cette fois en scène les deux enfants du gentleman cambrioleur, incarnés par Jean-Claude Brialy et Jean-Pierre Cassel.
Arsène Lupin disparaît alors du grand écran pendant plus de quarante-ans et ne revient qu'en 2004 dans une adaptation française de La comtesse de Cagliostro qui dévoile les origines d'un Arsène Lupin joué par Romain Duris.
Entre-temps, les aventures du gentleman cambrioleur se poursuivent sur le petit écran. Une première série québécoise voit le jour en 1960 avec Jean Gascon dans le rôle-titre, mais c'est surtout l'acteur Georges Descrières qui incarnera le plus auprès du public le personnage entre 1971 et 1974, et notamment grâce au succès du générique de la série, chanté par Jacques Dutronc.
En 1980, une nouvelle série, Arsène Lupin joue et perd, adapte 813 avec Jean-Claude Brialy dans le rôle de Lupin. Puis, dans les années 1990, François Dunoyer incarne le cambrioleur dans deux nouvelles séries.
Arsène Lupin est également mis en scène dans Kaitō Lupin - 813 no Nazo en 1979 et Lupin Tai Holmes en 1981, deux films d'animation japonais, inédits en français, qui reprennent respectivement les intrigues de 813 et de La Dame Blonde. Enfin, la série animée franco-canadienne, Les Exploits d'Arsène Lupin, de 1996, raconte des aventures originales dans le Paris des années 1930.
La série Lupin (sous-titrée Dans l'ombre d'Arsène) est une série télévisée française, créée par George Kay (en) et François Uzan et diffusée à partir du 8 janvier 2021 sur la plateforme Netflix. Elle s'inspire de l'univers et du personnage d'Arsène Lupin à travers les aventures d'Assane Diop, interprété par Omar Sy.

#### Bandes dessinées et mangas
Les auteurs de bande dessinée s'intéressent également très tôt au personnage d'Arsène Lupin. Ainsi, entre 1948 et 1949, le dessinateur Georges Bourdin adapte quelques-uns des romans de Maurice Leblanc, publiés sous forme de comics strip dans le quotidien France-Soir. En 1956 et pendant deux ans, Jacques Blondeau prend à son tour le crayon pour raconter les aventures de Lupin dans Le Parisien libéré.
Pendant trente ans, Arsène Lupin disparut de la bande dessinée jusqu'aux années 1990, avec de nouvelles adaptations des romans par André-Paul Duchâteau, dans la collection BDétectives, spécialisée dans la publication de classiques de la littérature policière. Mais c'est véritablement la levée des droits d'auteur en 2012 qui permit à Lupin d'augmenter ses apparitions dans la bande dessinée, et notamment dans des scénarios originaux, tels que Arsène Lupin – Les origines (2014-2016) ou encore Les 1 000 mystères d'Arsène Lupin (2016-2018).

##### Au Japon
Par ailleurs, Arsène Lupin est très populaire au Japon, au point que plusieurs mangakas se sont approprié le personnage pour adapter ses aventures. Ainsi, Gō Nagai dessine entre 1984 et 1985 des aventures du gentleman cambrioleur dans des mangas restés inédits en France. Takashi Morita adapte également aux éditions Kurokawa quelques-uns des récits de Maurice Leblanc entre 2011 et 2012, sous le nom de Kaitô Lupin Den – Aventurier (Arsène Lupin l’Aventurier). Kazuhiko Katō  adapte dès 1967 le personnage sous le nom de Lupin III (Rupan Sansei), connu en France sous le nom d'Edgar de la Cambriole, petit-fils d'Arsène. En animé, une des aventures, Le château de Cagliostro, est réalisée par Hayao Miyazaki en 1979. Les aventures et le personnage d'Arsène Lupin sont également adaptés en jeux vidéo.

### Pastiches et hommages

#### Pastiches littéraires
Dès l'apparition d'Arsène Lupin, le gentleman cambrioleur inspire de nombreux auteurs qui se lancent dans des pastiches, qui racontent une aventure inédite du héros. Ces romans ou nouvelles apparaissent dès 1909, malgré le droit d'auteur et le refus de Maurice Leblanc, puis de son fils Claude, de l'utilisation littéraire de Lupin.
Quelques auteurs ont, cependant, pu obtenir l'accord des héritiers pour poursuivre l'œuvre de Maurice Leblanc, à l'instar des lupinophiles Pierre Louis Boileau et Thomas Narcejac, qui racontent plusieurs aventures d'Arsène Lupin, dans cinq romans, en imitant avec une grande précision le style de Maurice Leblanc.
Le personnage entre dans le domaine public en France le 1er janvier 2012, ce qui explique l'augmentation des pastiches littéraires au cours du XXIe siècle.

#### Hommages
Outre les aventures apocryphes d'Arsène Lupin, le cambrioleur est également apparu, en tant que personnage secondaire et de manière épisodique, dans des nouvelles lui rendant hommage, aux côtés de grands détectives de son époque. Ainsi, la romancière américaine Carolyn Wells, avec Le Mystère de la Joconde publié en 1912, puis L'Aventure de la corde à linge en 1915, narre des enquêtes d'une société internationale de détectives dont il est membre aux côtés de Sherlock Holmes, Monsieur Lecoq, Arthur J. Raffles et Auguste Dupin. Lupin côtoie de nouveau ses homologues avec la nouvelle d'Edward G. Ashton de 1952, Les Enquêteurs internationaux, dans laquelle huit célèbres détectives se rassemblent pour élucider un mystère lié l'identité secrète du professeur Moriarty.
Mais véritablement, la réappropriation d'Arsène Lupin par de nouveaux auteurs a lieu à partir de 2005, au moment où Jean-Marc Lofficier lance Les Compagnons de l'Ombre, une série anthologique de nouvelles, dans lesquelles de nombreux auteurs français, anglais ou américains mettent en scène des héros et vilains de la culture populaire des XIXe et XXe siècles. Arsène Lupin y côtoie ainsi le Fantôme de l'Opéra, les Vampires, Belphégor…
C'est également à cette époque que deux séries de bandes dessinées réintroduisent de façon massive les figures littéraires des XIXe et XXe siècles. Tout d'abord, la britannique Ligue des gentlemen extraordinaires d'Alan Moore : dans les annexes du volume 2 et du Dossier noir, Lupin est mentionné succinctement comme membre des Hommes mystérieux, un groupe rival de la Ligue, composé notamment des « héros » français Fantômas, du Nyctalope et de Robur,. En France, c'est Serge Lehman qui intègre le gentleman cambrioleur dans son univers chimérique avec le tome Ami du mystère, dans lequel il rencontre Théo Sinclair avant sa transformation en l'Œil de la Nuit.
Les hommages sont aussi plus indirects et portent sur des œuvres narrant les aventures des ancêtres ou des descendants d'Arsène Lupin. Ainsi, outre le film de 1962, Arsène Lupin contre Arsène Lupin d'Édouard Molinaro, dans lequel deux fils d'Arsène Lupin s'affrontent pour mettre la main sur le trésor royal de Poldavie, le mangaka japonais Monkey Punch met en scène dans la série de manga et d'anime Lupin III créée en 1967, le personnage d'Arsène Lupin III, un petit-fils du gentleman cambrioleur élevé par son grand-père. Par ailleurs, l'écrivain Jean d'Aillon fait apparaître des ancêtres d'Arsène Lupin dans son roman Le Grand Arcane des rois de France (2015) en lien avec le secret de l'Aiguille creuse.
Dans le premier quart du XXIe siècle, l'œuvre de Maurice Leblanc inspire les scénaristes de séries télévisées, qui mettent en scène de nouveaux gentlemen-cambrioleurs. Ainsi, la telenovela philippine Lupin (2007) narre les aventures d'un certain André Lupin, joué par l'acteur Richard Gutierrez. En 2021, dans la série Lupin : Dans l'ombre d'Arsène, Omar Sy incarne un admirateur d'Arsène Lupin, qui s'inspire de son héros pour se venger.
Enfin, le personnage de gentleman cambrioleur a beaucoup inspiré les auteurs qui lui ont rendu hommage à travers des parodies. Ainsi, entre 1980 et 1982, le dessinateur Ferrand imagine pour Le Journal de Tintin un cambrioleur mondain appelé Larsène Rupin. Toujours en 1982, dans la série animée japonaise Gigi, un richissime cambrioleur du nom d'Arsène Lapin opère des vols particulièrement astucieux, simplement pour se distraire. Et depuis 1998, le dessinateur Don Rosa met occasionnellement en scène dans l'univers de Donald Duck, un riche cambrioleur français répondant au nom anagrammatique d'Arpène Lucien ; cet adversaire acharné de Balthazar Picsou adopte « une allure élégante de dandy vaniteux et un panache bravache à toujours laisser sa carte de visite sur le lieu de ses forfaits… »,.

## Hommages et mentions
Dans Du côté de chez Jean de Jean d'Ormesson, académicien de son état, la pièce est évoquée à demi-mot : « Oui, je dois être très stupide pour m'être ennuyé autant devant des maîtres si remarquables, des camarades si brillants, des livres si prodigieusement géniaux. J'allais lire en cachette Flers et Cavaillet et Arsène Lupin quand je n'en pouvais plus d'Origène. » (chapitre XIII De l'ennui, édition folio, p. 177)